# SOKO Leipzig/Episodenliste

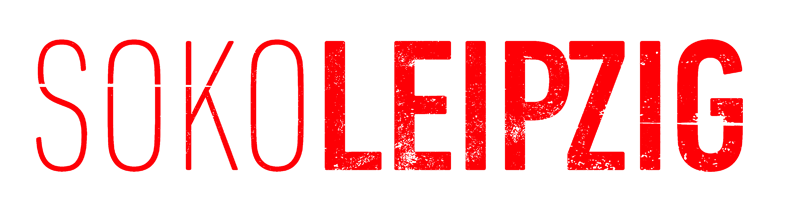
Logo der Serie

Diese Episodenliste enthält alle Episoden der deutschen Kriminalserie SOKO Leipzig, sortiert nach der offiziellen Episodennummerierung des ZDF. Die Fernsehserie umfasst derzeit 25+ Staffeln mit 500 Episoden sowie die SOKO-Crossover-Folgen SOKO – Der Prozess und Der vierte Mann und den Kurzfilm Goldenes Blut.

## Übersicht
| Staffel | Episodenanzahl | Erstausstrahlung   | Erstausstrahlung |
| Staffel | Episodenanzahl | Staffelpremiere    | Staffelfinale    |
| ------- | -------------- | ------------------ | ---------------- |
| 1       | 12             | 31. Januar 2001    | 18. April 2001   |
| 2       | 10             | 23. Januar 2002    | 27. März 2002    |
| 3       | 18             | 25. Dezember 2002  | 28. März 2003    |
| 4       | 20             | 17. Oktober 2003   | 2. April 2004    |
| 5       | 11             | 17. Dezember 2004  | 18. März 2005    |
| 6       | 21             | 16. September 2005 | 19. Mai 2006     |
| 7       | 15             | 29. September 2006 | 19. Januar 2007  |
| 8       | 16             | 24. Oktober 2007   | 11. April 2008   |
| 9       | 31             | 3. Oktober 2008    | 5. Juni 2009     |
| 10      | 18             | 4. September 2009  | 26. März 2010    |
| 11      | 23             | 24. September 2010 | 11. März 2011    |
| 12      | 23             | 14. Oktober 2011   | 30. März 2012    |
| 13      | 22             | 16. November 2012  | 22. März 2013    |
| Special | 1              | 4. Oktober 2013    | 4. Oktober 2013  |
| 14      | 20             | 25. Oktober 2013   | 21. Februar 2014 |
| 15      | 21             | 19. September 2014 | 13. Februar 2015 |
| 16      | 20             | 2. Oktober 2015    | 19. Februar 2016 |
| 17      | 26             | 16. September 2016 | 24. Februar 2017 |
| 18      | 16             | 13. Oktober 2017   | 16. Februar 2018 |
| 19      | 22             | 14. September 2018 | 22. Februar 2019 |
| 20      | 14             | 18. Oktober 2019   | 14. Februar 2020 |
| Special | 1              | 8. November 2019   | 8. November 2019 |
| 21      | 22             | 28. August 2020    | 5. März 2021     |
| 22      | 24             | 27. August 2021    | 18. Februar 2022 |
| 23      | 27             | 9. September 2022  | 17. März 2023    |
| 24      | 23             | 1. September 2023  | 23. Februar 2024 |
| Special | 1              | 16. August 2024    | 16. August 2024  |
| 25      | 25             | 27. September 2024 | 25. April 2025   |
| 26      | 26             | 3. Oktober 2025    | –                |

## Staffel 1
Die erste Staffel von SOKO Leipzig umfasst 12 Episoden und hatte ihre Premiere am 31. Januar 2001 auf dem Sender ZDF. Das Finale wurde am 18. April 2001 gesendet.
| Nr. (ges.) | Nr. (St.) | Originaltitel        | Erstausstrahlung D | Regie            | Drehbuch                                         | Prod. code |
| ---------- | --------- | -------------------- | ------------------ | ---------------- | ------------------------------------------------ | ---------- |
| 1          | 1         | Flucht nach Fahrplan | 31. Jan. 2001      | Johannes Grieser | Nikolaus Schmidt                                 | 1          |
| 2          | 2         | Taximorde            | 7. Feb. 2001       | Johannes Grieser | Rigobert Mayer                                   | 2          |
| 3          | 3         | Brandnarben          | 14. Feb. 2001      | Johannes Grieser | Sebastian Andrae                                 | 3          |
| 4          | 4         | Bombenspiel          | 21. Feb. 2001      | Johannes Grieser | Rigobert Mayer                                   | 4          |
| 5          | 5         | Wilde Triebe         | 28. Feb. 2001      | Bodo Schwarz     | Sebastian Andrae                                 | 7          |
| 6          | 6         | Bennis Entführung    | 7. März 2001       | Bodo Schwarz     | Rigobert Mayer                                   | 6          |
| 7          | 7         | Abschied für immer   | 14. März 2001      | Johannes Grieser | Christine Hartmann                               | 5          |
| 8          | 8         | Todesflug            | 21. März 2001      | Bodo Schwarz     | Nikolaus Schmidt                                 | 8          |
| 9          | 9         | Liebesdienste        | 28. März 2001      | Johannes Grieser | Nikolaus Schmidt                                 | 9          |
| 10         | 10        | Tod im Internat      | 4. Apr. 2001       | Bodo Schwarz     | Nikos Ligouris, Claus Wilbrandt, Yury Winterberg | 10         |
| 11         | 11        | Der letzte Blues     | 11. Apr. 2001      | Bodo Schwarz     | Heike Rübbert                                    | 11         |
| 12         | 12        | Börsenfieber         | 18. Apr. 2001      | Bodo Schwarz     | Sebastian Andrae, Tim Krause                     | 12         |

## Staffel 2
Die zweite Staffel von SOKO Leipzig umfasst 10 Episoden und hatte am 23. Januar 2002 Premiere im ZDF. Das Finale wurde am 27. März 2002 gesendet.
| Nr. (ges.) | Nr. (St.) | Originaltitel      | Erstausstrahlung D | Regie              | Drehbuch                                                        | Prod. code |
| ---------- | --------- | ------------------ | ------------------ | ------------------ | --------------------------------------------------------------- | ---------- |
| 13         | 1         | Der Lockvogel      | 23. Jan. 2002      | Patrick Winczewski | Sebastian Andrae, Inès Keerl, Bernd Roeder                      | 15         |
| 14         | 2         | Irrwege            | 30. Jan. 2002      | Patrick Winczewski | Jochen K. Franke, Marina Heib, Rigobert Mayer, Nikolaus Schmidt | 14         |
| 15         | 3         | Dickes Blut        | 6. Feb. 2002       | Oren Schmuckler    | Heike Rübbert                                                   | 18         |
| 16         | 4         | Alte Freunde       | 13. Feb. 2002      | Patrick Winczewski | Johannes Grieser, Matthias Fischer                              | 16         |
| 17         | 5         | Mädchen            | 20. Feb. 2002      | Oren Schmuckler    | Eva und Volker A. Zahn                                          | 19         |
| 18         | 6         | Echte Profis       | 27. Feb. 2002      | Oren Schmuckler    | Hen Hermanns                                                    | 20         |
| 19         | 7         | Eine Liebe von Jan | 6. März 2002       | Oren Schmuckler    | Hans Schefczyk                                                  | 17         |
| 20         | 8         | Schuld ohne Sühne  | 13. März 2002      | Patrick Winczewski | Nikos Ligouris, Claus Wilbrandt                                 | 13         |
| 21         | 9         | Doppelleben        | 20. März 2002      | Christoph Eichhorn | Uwe Petzold                                                     | 22         |
| 22         | 10        | Sport ist Mord     | 27. März 2002      | Christoph Eichhorn | Manuela Brandenstein, Helmut Schweiker                          | 21         |

## Staffel 3
Die erste von 18 Folgen der dritten Staffel lief am 25. September 2002 im ZDF. Das Finale wurde am 28. März 2003 gesendet.
| Nr. (ges.) | Nr. (St.) | Originaltitel            | Erstausstrahlung D | Regie               | Drehbuch                                    | Prod. code |
| ---------- | --------- | ------------------------ | ------------------ | ------------------- | ------------------------------------------- | ---------- |
| 23         | 1         | Liebeswahn               | 25. Sep. 2002      | Patrick Winczewski  | Eva und Volker A. Zahn                      | 23         |
| 24         | 2         | Der Musenkuss            | 2. Okt. 2002       | Patrick Winczewski  | Christine Groß, Hen Hermanns, Stefan Müller | 24         |
| 25         | 3         | Einsame Herzen           | 9. Okt. 2002       | Oren Schmuckler     | Inès Keerl                                  | 31         |
| 26         | 4         | Verliebt in einen Lehrer | 16. Okt. 2002      | Michel Bielawa      | Heike Rübbert                               | 25         |
| 27         | 5         | Der Hellseher            | 23. Okt. 2002      | Oren Schmuckler     | Axel Hildebrand                             | 29         |
| 28         | 6         | Tödliche Kurse           | 30. Okt. 2002      | Michel Bielawa      | Nikos Ligouris, Claus Wilbrandt             | 26         |
| 29         | 7         | Verhängnisvolle Heimkehr | 3. Jan. 2003       | Patrick Winczewski  | Nikos Ligouris, Claus Wilbrandt             | 34         |
| 30         | 8         | Toten schenkt man nichts | 10. Jan. 2003      | Michel Bielawa      | Wolfgang Bellmer                            | 27         |
| 31         | 9         | Seitensprung             | 17. Jan. 2003      | Oren Schmuckler     | Anne Neunecker                              | 32         |
| 32         | 10        | Die Liebesfalle          | 24. Jan. 2003      | Oren Schmuckler     | Rainer Butt                                 | 30         |
| 33         | 11        | Tod einer Diva           | 31. Jan. 2003      | Michel Bielawa      | Eva und Volker A. Zahn                      | 28         |
| 34         | 12        | Die Witwe                | 14. Feb. 2003      | Christoph Eichhorn  | Eva und Volker A. Zahn                      | 38         |
| 35         | 13        | Unter Asphalt            | 21. Feb. 2003      | Christoph Eichhorn  | Roland Heep, Frank Koopmann                 | 37         |
| 36         | 14        | Crash                    | 28. Feb. 2003      | Patrick Winczewski  | Hen Hermanns                                | 33         |
| 37         | 15        | Die blinde Zeugin        | 7. März 2003       | Patrick Winczewski  | Jürgen Starbatty                            | 42         |
| 38         | 16        | Gute Nachbarn            | 14. März 2003      | Christoph Eichhorn  | Lo Blickensdorf, Rainer Wittkamp            | 40         |
| 39         | 17        | Mord ist sein Hobby      | 21. März 2003      | Patrick Winczewski  | Axel Hildebrand                             | 41         |
| 40         | 18        | Das Duell                | 28. März 2003      | Dagmar von Chappuis | Rainer Butt                                 | 35         |

## Staffel 4
Die vierte Staffel von SOKO Leipzig umfasst 20 Episoden und hatte ihre Premiere am 17. Oktober 2003 im ZDF. Das Finale wurde am 2. April 2004 gesendet.
| Nr. (ges.) | Nr. (St.) | Originaltitel           | Erstausstrahlung D | Regie              | Drehbuch                             | Prod. code |
| ---------- | --------- | ----------------------- | ------------------ | ------------------ | ------------------------------------ | ---------- |
| 41         | 1         | Der böse Blick          | 17. Okt. 2003      | Oren Schmuckler    | Axel Hildebrand                      | 54         |
| 42         | 2         | Die Millionärin         | 24. Okt. 2003      | Oren Schmuckler    | Eva und Volker A. Zahn               | 51         |
| 43         | 3         | Tödliche Falle          | 31. Okt. 2003      | Michel Bielawa     | Roland Heep, Frank Koopmann          | 49         |
| 44         | 4         | Das Geheimnis der Braut | 14. Nov. 2003      | Michel Bielawa     | Heike Rübbert                        | 45         |
| 45         | 5         | Benni und die Detektive | 21. Nov. 2003      | Christoph Eichhorn | Wolfgang Bellmer                     | 39         |
| 46         | 6         | Außer Kontrolle         | 28. Nov. 2003      | Oren Schmuckler    | Dinah Marte Golch, Michael B. Müller | 52         |
| 47         | 7         | Auf der Flucht          | 12. Dez. 2003      | Patrick Winczewski | Dinah Marte Golch, Michael B. Müller | 43         |
| 48         | 8         | Engel der Nacht         | 30. Dez. 2003      | Michel Bielawa     | Markus Stromiedel                    | 47         |
| 49         | 9         | Notwehr                 | 2. Jan. 2004       | Michel Bielawa     | Rainer Butt                          | 46         |
| 50         | 10        | Sansibar                | 9. Jan. 2004       | Michel Bielawa     | Jürgen Starbatty                     | 55         |
| 51         | 11        | Heiße Ware              | 16. Jan. 2004      | Michel Bielawa     | Hen Hermanns, Ralf Pingel            | 57         |
| 52         | 12        | Sein letztes Date       | 23. Jan. 2004      | Christoph Eichhorn | Nikos Ligouris, Claus Wilbrandt      | 60         |
| 53         | 13        | Herrenrunde             | 30. Jan. 2004      | Michel Bielawa     | Eva und Volker A. Zahn               | 56         |
| 54         | 14        | Grenzverkehr            | 13. Feb. 2004      | Michel Bielawa     | Rainer Butt                          | 58         |
| 55         | 15        | Durchgebrannt           | 27. Feb. 2004      | Christoph Eichhorn | Eva und Volker A. Zahn               | 59         |
| 56         | 16        | Der Auftragsmord        | 5. März 2004       | Christoph Eichhorn | Roland Heep, Frank Koopmann          | 62         |
| 57         | 17        | Das Phantom             | 12. März 2004      | Michel Bielawa     | Hen Hermanns                         | 48         |
| 58         | 18        | Die Schlangengrube      | 19. März 2004      | Oren Schmuckler    | Inès Keerl                           | 50         |
| 59         | 19        | Speed                   | 26. März 2004      | Oren Schmuckler    | Sebastian Andrae                     | 53         |
| 60         | 20        | Der unsichtbare Tod     | 2. Apr. 2004       | Christoph Eichhorn | Roland Heep, Frank Koopmann          | 61         |

## Staffel 5
Die fünfte Staffel von SOKO Leipzig umfasst 11 Folgen und hatte ihre Premiere am 17. Dezember 2004 im ZDF. Das Finale wurde am 18. März 2005 gesendet.
Erstmals in der Geschichte der SOKO Leipzig wurde auch eine Episoden (Die Tote aus Riga) in Spielfilmlänge (90 Minuten, anstatt der üblichen 45 Minuten Länge einer Episode) produziert.
| Nr. (ges.) | Nr. (St.) | Originaltitel               | Erstausstrahlung D | Regie              | Drehbuch                             | Prod. code |
| ---------- | --------- | --------------------------- | ------------------ | ------------------ | ------------------------------------ | ---------- |
| 61         | 1         | Die Tote aus Riga (90 min.) | 17. Dez. 2004      | Patrick Winczewski | Jürgen Starbatty                     | 63/64      |
| 62         | 2         | Homejacking                 | 14. Jan. 2005      | Oren Schmuckler    | Hen Hermanns                         | 65         |
| 63         | 3         | Bücherwahn                  | 21. Jan. 2005      | Oren Schmuckler    | Heike Rübbert                        | 67         |
| 64         | 4         | Risiken und Nebenwirkungen  | 28. Jan. 2005      | Oren Schmuckler    | Dinah Marte Golch, Michael B. Müller | 66         |
| 65         | 5         | Vaterliebe                  | 4. Feb. 2005       | Oren Schmuckler    | Matthias Weidemann                   | 68         |
| 66         | 6         | Die Polizistin              | 11. Feb. 2005      | Christoph Eichhorn | Roland Heep, Frank Koopmann          | 69         |
| 67         | 7         | Vermisst                    | 18. Feb. 2005      | Christoph Eichhorn | Eva und Volker A. Zahn               | 70         |
| 68         | 8         | Topstar gesucht             | 25. Feb. 2005      | Christoph Eichhorn | Markus Stromiedel                    | 72         |
| 69         | 9         | Florida                     | 4. März 2005       | Christoph Eichhorn | Axel Hildebrand                      | 71         |
| 70         | 10        | Made in China               | 11. März 2005      | Sebastian Vigg     | Axel Hildebrand                      | 74         |
| 71         | 11        | Abgetaucht                  | 18. März 2005      | Sebastian Vigg     | Roland Heep, Frank Koopmann          | 73         |

## Staffel 6
Die sechste Staffel von SOKO Leipzig umfasst 21 Folgen und hatte ihre Premiere am 16. September 2005 im ZDF. Das Finale wurde am 19. Mai 2006 gesendet.
Erneut wurde, wie auch schon in der vorangegangenen Staffel, mit Liebe und Tod in Moskau eine Episode in Spielfilmlänge (90 Minuten, anstatt der üblichen 45 Minuten Länge einer Episode) produziert. Weiterhin ermittelt das Team der SOKO in der Episode Liebe und Tod in Moskau auch erstmals außerhalb von Deutschland. Schauplatz dieser Episode ist neben Leipzig auch die russische Hauptstadt Moskau.
| Nr. (ges.) | Nr. (St.) | Originaltitel                     | Erstausstrahlung D | Regie               | Drehbuch                                      | Prod. code |
| ---------- | --------- | --------------------------------- | ------------------ | ------------------- | --------------------------------------------- | ---------- |
| 72         | 1         | Nervenkitzel                      | 16. Sep. 2005      | Dagmar von Chappuis | Heike Rübbert                                 | 36         |
| 73         | 2         | Die Aufsteiger                    | 23. Sep. 2005      | Patrick Winczewski  | Matthias Weidemann                            | 44         |
| 74         | 3         | Liebe und Tod in Moskau (90 min.) | 30. Sep. 2005      | Michel Bielawa      | Roland Heep, Frank Koopmann, Jürgen Starbatty | 79/80      |
| 75         | 4         | Schatzsuche                       | 7. Okt. 2005       | Patrick Winczewski  | Heike Rübbert                                 | 77         |
| 76         | 5         | Musikalisches Opfer               | 14. Okt. 2005      | Patrick Winczewski  | Sebastian Andrae                              | 78         |
| 77         | 6         | Rufmord                           | 21. Okt. 2005      | Patrick Winczewski  | Rainer Butt                                   | 75         |
| 78         | 7         | Der menschliche Faktor            | 28. Okt. 2005      | Patrick Winczewski  | Nikos Ligouris, Claus Wilbrandt               | 76         |
| 79         | 8         | Vier Zeugen und ein Todesfall     | 4. Nov. 2005       | Michel Bielawa      | Roland Heep, Frank Koopmann                   | 84         |
| 80         | 9         | Eine glückliche Familie           | 11. Nov. 2005      | Michel Bielawa      | Axel Hildebrand                               | 82         |
| 81         | 10        | Der Japaner                       | 18. Nov. 2005      | Michel Bielawa      | Eva und Volker A. Zahn                        | 83         |
| 82         | 11        | Die weiße Frau                    | 2. Dez. 2005       | Michel Bielawa      | Hen Hermanns                                  | 85         |
| 83         | 12        | Die Moorleiche                    | 9. Dez. 2005       | Michel Bielawa      | Dinah Marte Golch, Michael B. Müller          | 81         |
| 84         | 13        | Liebe macht blind                 | 9. Dez. 2005       | Michel Bielawa      | Hen Hermanns                                  | 93         |
| 85         | 14        | Totengräber                       | 16. Dez. 2005      | Sebastian Vigg      | Heike Rübbert                                 | 87         |
| 86         | 15        | Ehrliche Leute                    | 31. März 2006      | Sebastian Vigg      | Axel Hildebrand                               | 89         |
| 87         | 16        | Auf eigene Rechnung               | 7. Apr. 2006       | Sebastian Vigg      | Rainer Butt                                   | 90         |
| 88         | 17        | Anonym                            | 21. Apr. 2006      | Michel Bielawa      | Hen Hermanns                                  | 86         |
| 89         | 18        | Das Mädchen auf dem Schwebebalken | 28. Apr. 2006      | Sebastian Vigg      | Nikos Ligouris, Claus Wilbrandt               | 88         |
| 90         | 19        | Hundeleben                        | 5. Mai 2006        | Sebastian Vigg      | Roland Heep, Frank Koopmann                   | 91         |
| 91         | 20        | Ausbruch                          | 12. Mai 2006       | Michel Bielawa      | Markus Stromiedel                             | 96         |
| 92         | 21        | Vollgas                           | 19. Mai 2006       | Michel Bielawa      | Tilman Morawetz                               | 92         |

## Staffel 7
Die erste von 15 Folgen der siebenten Staffel lief am 29. September 2006 im ZDF. Das Finale wurde am 19. Januar 2007 gesendet.
Erneut wurde, wie auch schon in der vorangegangenen Staffel, mit Flucht aus Santo Domingo eine Episode in Spielfilmlänge (90 Minuten, anstatt der üblichen 45 Minuten Länge einer Episode) produziert. In der Episode ermittelt das Team der SOKO außerhalb des deutschen Staatsgebietes. Schauplatz der Handlung ist Santo Domingo, der Hauptstadt der Dominikanischen Republik.
| Nr. (ges.) | Nr. (St.) | Originaltitel                      | Erstausstrahlung D | Regie              | Drehbuch                        | Prod. code |
| ---------- | --------- | ---------------------------------- | ------------------ | ------------------ | ------------------------------- | ---------- |
| 93         | 1         | Die verschwundene Leiche           | 29. Sep. 2006      | Oren Schmuckler    | Eva und Volker A. Zahn          | 98         |
| 94         | 2         | Katzenfutter                       | 6. Okt. 2006       | Michel Bielawa     | Axel Hildebrand                 | 95         |
| 95         | 3         | Seelenwanderung                    | 13. Okt. 2006      | Michel Bielawa     | Michael B. Müller               | 94         |
| 96         | 4         | Mein Freund                        | 27. Okt. 2006      | Patrick Winczewski | Axel Hildebrand                 | 105        |
| 97         | 5         | Psycho                             | 3. Nov. 2006       | Christoph Eichhorn | Markus Hoffmann                 | 110        |
| 98         | 6         | Voll Stoff                         | 10. Nov. 2006      | Patrick Winczewski | Markus Hoffmann                 | 106        |
| 99         | 7         | Lügen und Geheimnisse              | 17. Nov. 2006      | Oren Schmuckler    | Jürgen Starbatty                | 101        |
| 100        | 8         | Spiel auf Zeit                     | 1. Dez. 2006       | Oren Schmuckler    | Roland Heep, Frank Koopmann     | 100        |
| 101        | 9         | Konkurrenten                       | 8. Dez. 2006       | Christoph Eichhorn | Hen Hermanns                    | 103        |
| 102        | 10        | Glaubenskrieger                    | 15. Dez. 2006      | Oren Schmuckler    | Eva und Volker A. Zahn          | 99         |
| 103        | 11        | Der Müllmann                       | 22. Dez. 2006      | Christoph Eichhorn | Markus Hoffmann                 | 104        |
| 104        | 12        | Flucht aus Santo Domingo (90 min.) | 29. Dez. 2006      | Sebastian Vigg     | Roland Heep, Frank Koopmann     | 107/108    |
| 105        | 13        | Am Abgrund                         | 5. Jan. 2007       | Christoph Eichhorn | Claus Wilbrandt, Nikos Ligouris | 102        |
| 106        | 14        | Im Schatten des Adlers             | 12. Jan. 2007      | Oren Schmuckler    | Matthias Weidemann              | 97         |
| 107        | 15        | Preis der Wahrheit                 | 19. Jan. 2007      | Christoph Eichhorn | Rainer Butt                     | 111        |

## Staffel 8
Die erste von 16 Folgen der achten Staffel lief am 24. Oktober 2007 im ZDF. Das Finale wurde am 11. April 2008 gesendet.
| Nr. (ges.) | Nr. (St.) | Originaltitel          | Erstausstrahlung D | Regie              | Drehbuch                        | Zuschauer | Prod. code |
| ---------- | --------- | ---------------------- | ------------------ | ------------------ | ------------------------------- | --------- | ---------- |
| 108        | 1         | Der tote Nachbar       | 24. Okt. 2007      | Sebastian Vigg     | Eva und Volker A. Zahn          | 4,80 Mio. | 122        |
| 109        | 2         | Ein fragwürdiger Deal  | 7. Nov. 2007       | Sebastian Vigg     | Nikos Ligouris, Claus Wilbrandt | 4,36 Mio. | 118        |
| 110        | 3         | Reinen Herzens         | 14. Nov. 2007      | Christoph Eichhorn | Nani Mahlo                      | 4,69 Mio. | 109        |
| 111        | 4         | Bodyguard              | 29. Nov. 2007      | Christoph Eichhorn | Axel Hildebrand                 | 3,27 Mio. | 112        |
| 112        | 5         | Happy End              | 12. Dez. 2007      | Oren Schmuckler    | Markus Hoffmann                 | 3,22 Mio. | 117        |
| 113        | 6         | Die Notenwenderin      | 11. Jan. 2008      | Oren Schmuckler    | Hen Hermanns                    | 4,96 Mio. | 114        |
| 114        | 7         | Auf dem Kriegspfad     | 18. Jan. 2008      | Oren Schmuckler    | Eva und Volker A. Zahn          | 4,31 Mio. | 115        |
| 115        | 8         | Heile Welt             | 25. Jan. 2008      | Sebastian Vigg     | Roland Heep, Axel Hildebrand    | 4,17 Mio. | 119        |
| 116        | 9         | Der Kunde              | 15. Feb. 2008      | Oren Schmuckler    | Heike Rübbert                   | 4,45 Mio. | 113        |
| 117        | 10        | Donald                 | 22. Feb. 2008      | Sebastian Vigg     | Sebastian Vigg                  | 4,27 Mio. | 121        |
| 118        | 11        | Der Komplize           | 29. Feb. 2008      | Oren Schmuckler    | Roland Heep, Frank Koopmann     | 4,70 Mio. | 116        |
| 119        | 12        | Das Pessach-Fest       | 7. März 2008       | Sebastian Vigg     | Nani Mahlo                      | 5,36 Mio. | 120        |
| 120        | 13        | Hajos Geheimnis        | 14. März 2008      | Patrick Winczewski | Eva und Volker A. Zahn          | 5,33 Mio. | 123        |
| 121        | 14        | Grauzone               | 28. März 2008      | Patrick Winczewski | Roland Heep, Frank Koopmann     | 4,96 Mio. | 125        |
| 122        | 15        | Dienst nach Vorschrift | 4. Apr. 2008       | Patrick Winczewski | Markus Hoffmann                 | 5,42 Mio. | 126        |
| 123        | 16        | Unerwarteter Nahschuss | 11. Apr. 2008      | Patrick Winczewski | Nani Mahlo                      | 4,95 Mio. | 127        |

## Staffel 9
Die neunte Staffel von SOKO Leipzig umfasst 31 Folgen und hatte ihre Premiere am 3. Oktober 2008 auf dem Sender ZDF. Das Finale wurde am 5. Juni 2009 gesendet.
Erneut wurden, wie auch schon in der fünften Staffel, mit Istanbul Connection und Verloren in Afrika zwei Folgen in Spielfilmlänge (90 Minuten, anstatt der üblichen 45 Minuten Länge einer Folge) produziert. In beiden Folgen ermittelt das Team der SOKO außerhalb des deutschen Staatsgebietes. Während in der Folge Istanbul Connection die türkische Stadt Istanbul neben Leipzig Schauplatz ist, wird in der Folge Verloren in Afrika in Namibia ermittelt.
| Nr. (ges.) | Nr. (St.) | Originaltitel                 | Erstausstrahlung D | Regie              | Drehbuch                                            | Zuschauer | Prod. code |
| ---------- | --------- | ----------------------------- | ------------------ | ------------------ | --------------------------------------------------- | --------- | ---------- |
| 124        | 1         | Istanbul Connection (90 min.) | 3. Okt. 2008       | Axel Barth         | Roland Heep, Frank Koopmann                         | 3,59 Mio. | 147/148    |
| 125        | 2         | Emanuela – Teil 1             | 10. Okt. 2008      | Michel Bielawa     | Roland Heep, Frank Koopmann                         | 3,54 Mio. | 131        |
| 126        | 3         | Emanuela – Teil 2             | 17. Okt. 2008      | Michel Bielawa     | Roland Heep, Frank Koopmann, Eva und Volker A. Zahn | 4,76 Mio. | 132        |
| 127        | 4         | Gier                          | 24. Okt. 2008      | Michel Bielawa     | Heike Rübbert                                       | 4,65 Mio. | 133        |
| 128        | 5         | Bernie                        | 31. Okt. 2008      | Michel Bielawa     | Mike Bäuml                                          | 4,45 Mio. | 130        |
| 129        | 6         | Maskenball                    | 7. Nov. 2008       | Patrick Winczewski | Markus Hoffmann                                     | 4,44 Mio. | 128        |
| 130        | 7         | Zeugen der Anklage            | 14. Nov. 2008      | Michel Bielawa     | Eva und Volker A. Zahn                              | 4,27 Mio. | 129        |
| 131        | 8         | Callgirl                      | 28. Nov. 2008      | Patrick Winczewski | Hen Hermanns                                        | 4,42 Mio. | 124        |
| 132        | 9         | Zersprungene Seele            | 5. Dez. 2008       | Michel Bielawa     | Markus Hoffmann                                     | –         | 134        |
| 133        | 10        | Der letzte Dreck              | 12. Dez. 2008      | Oren Schmuckler    | Nani Mahlo                                          | 4,62 Mio. | 136        |
| 134        | 11        | Verloren in Afrika (90 min.)  | 9. Jan. 2009       | Axel Barth         | Eva und Volker A. Zahn                              | 4,16 Mio. | 163/164    |
| 135        | 12        | Damenwahl                     | 16. Jan. 2009      | Christoph Eichhorn | Axel Hildebrand                                     | 4,60 Mio. | 142        |
| 136        | 13        | Flucht ins Vergessen          | 23. Jan. 2009      | Michel Bielawa     | Mike Bäuml                                          | 4,70 Mio. | 135        |
| 137        | 14        | Leichte Beute                 | 30. Jan. 2009      | Oren Schmuckler    | Mike Bäuml                                          | 5,60 Mio. | 137        |
| 138        | 15        | Privatsache                   | 30. Jan. 2009      | Oren Schmuckler    | Axel Hildebrand, Nani Mahlo                         | 4,52 Mio. | 138        |
| 139        | 16        | Web-Spion                     | 6. Feb. 2009       | Oren Schmuckler    | Hen Hermanns                                        | 4,92 Mio. | 140        |
| 140        | 17        | Ein neues Leben               | 13. Feb. 2009      | Oren Schmuckler    | Jens Köster, Michael B. Müller                      | 4,66 Mio. | 139        |
| 141        | 18        | Das Erbe                      | 27. Feb. 2009      | Christoph Eichhorn | Eva und Volker A. Zahn                              | 4,93 Mio. | 141        |
| 142        | 19        | Herbststurm                   | 6. März 2009       | Patrick Winczewski | Eva und Volker A. Zahn                              | 4,74 Mio. | 143        |
| 143        | 20        | Im Fokus                      | 27. März 2009      | Patrick Winczewski | Mike Bäuml                                          | 4,65 Mio. | 145        |
| 144        | 21        | Mordsache Jugendklub          | 20. März 2009      | Patrick Winczewski | Nani Mahlo                                          | 4,30 Mio. | 146        |
| 145        | 22        | Tödliches Landleben           | 13. März 2009      | Patrick Winczewski | Axel Hildebrand                                     | 4,74 Mio. | 144        |
| 146        | 23        | Masernparty                   | 3. Apr. 2009       | Christoph Eichhorn | Martin Frei-Borchers, Karen Thilo                   | 4,98 Mio. | 151        |
| 147        | 24        | Rein-Raus-Boxer               | 24. Apr. 2009      | Christoph Eichhorn | Axel Hildebrand                                     | 4,02 Mio. | 152        |
| 148        | 25        | Tödlicher Fehler              | 1. Mai 2009        | Christoph Eichhorn | Jens Köster, Michael B. Müller                      | 4,76 Mio. | 149        |
| 149        | 26        | Klarer Kopf                   | 1. Mai 2009        | Michel Bielawa     | Axel Hildebrand                                     | 4,07 Mio. | 157        |
| 150        | 27        | Harte Hand                    | 8. Mai 2009        | Christoph Eichhorn | Axel Hildebrand                                     | 4,16 Mio. | 150        |
| 151        | 28        | Das Netz                      | 15. Mai 2009       | Christoph Eichhorn | Markus Hoffmann                                     | 4,39 Mio. | 153        |
| 152        | 29        | Aysha                         | 22. Mai 2009       | Michel Bielawa     | Heike Rübbert                                       | 4,50 Mio. | 155        |
| 153        | 30        | Spuren lügen nicht            | 29. Mai 2009       | Michel Bielawa     | Jens Köster                                         | 3,59 Mio. | 154        |
| 154        | 31        | Im Schafspelz                 | 5. Juni 2009       | Michel Bielawa     | Mike Bäuml                                          | 4,99 Mio. | 156        |

## Staffel 10
Die zehnte Staffel von SOKO Leipzig umfasst 18 Folgen und hatte ihre Erstausstrahlung am 4. September 2009 im ZDF. Das Finale wurde am 26. März 2010 gesendet.
Erneut wurden, wie auch schon in vorangegangenen Staffeln, mit Entführung in London (Proof of Life) und Terminal A zwei Episoden in Spielfilmlänge (90 Minuten, anstatt der üblichen 45 Minuten Länge einer Episode) produziert. In der Episode Entführung in London kommt es zu einem Crossover mit der britischen Fernsehserie The Bill. Dabei ermittelt das Team der SOKO zusammen mit den Ermittlern von The Bill in der britischen Hauptstadt London und später in Leipzig.
| Nr. (ges.) | Nr. (St.) | Originaltitel                                  | Erstausstrahlung D                          | Regie              | Drehbuch                                  | Zuschauer | Prod. code |
| ---------- | --------- | ---------------------------------------------- | ------------------------------------------- | ------------------ | ----------------------------------------- | --------- | ---------- |
| 155        | 1         | Entführung in London (Proof of Life) (90 min.) | DE: 4. September 2009 UK: 12. November 2008 | Robert del Maestro | Steve Bailie, Frank Koopmann, Roland Heep | 3,65 Mio. | 159/160    |
| 156        | 2         | Das nette Mädchen                              | 11. Sep. 2009                               | Michel Bielawa     | Eva und Volker A. Zahn                    | 4,00 Mio. | 158        |
| 157        | 3         | Zahltag                                        | 18. Sep. 2009                               | Oren Schmuckler    | Markus Hoffmann, Uwe Kossmann             | 4,34 Mio. | 165        |
| 158        | 4         | Der große Augenblick                           | 25. Sep. 2009                               | Axel Barth         | Eva und Volker A. Zahn                    | 3,76 Mio. | 162        |
| 159        | 5         | Der kalte Tod                                  | 2. Okt. 2009                                | Axel Barth         | Markus Hoffmann, Uwe Kossmann             | 3,86 Mio. | 161        |
| 160        | 6         | Blutsbande                                     | 16. Okt. 2009                               | Oren Schmuckler    | Markus Hoffmann, Uwe Kossmann             | 4,05 Mio. | 166        |
| 161        | 7         | Wettlauf mit dem Tod                           | 23. Okt. 2009                               | Christoph Eichhorn | Markus Hoffmann, Uwe Kossmann             | 4,58 Mio. | 171        |
| 162        | 8         | Pest und Cholera                               | 30. Okt. 2009                               | Oren Schmuckler    | Nani Mahlo                                | 4,45 Mio. | 168        |
| 163        | 9         | Terminal A (90 min.)                           | 15. Jan. 2010                               | Robert del Maestro | Markus Hoffmann, Uwe Kossmann             | 5,31 Mio. | 183/184    |
| 164        | 10        | Déjà-vu                                        | 22. Jan. 2010                               | Christoph Eichhorn | Michael B. Müller                         | 5,01 Mio. | 170        |
| 165        | 11        | Leipzig ohne Saft                              | 29. Jan. 2010                               | Christoph Eichhorn | Jens Köster                               | 5,01 Mio. | 172        |
| 166        | 12        | Silly – Tod im Konzert                         | 5. Feb. 2010                                | Jörg Mielich       | Axel Hildebrand                           | 4,17 Mio. | 175        |
| 167        | 13        | Die Hand Gottes                                | 19. Feb. 2010                               | Christoph Eichhorn | Markus Hoffmann, Uwe Kossmann             | 5,38 Mio. | 169        |
| 168        | 14        | Hannahs Geständnis                             | 26. Feb. 2010                               | Jörg Mielich       | Thomas Kramer                             | 4,37 Mio. | 173        |
| 169        | 15        | Familiensache                                  | 5. März 2010                                | Oren Schmuckler    | Mike Bäuml                                | 6,53 Mio. | 167        |
| 170        | 16        | Flaschensammler                                | 12. März 2010                               | Jörg Mielich       | Martin Frei-Borchers, Karen Thilo         | 5,64 Mio. | 176        |
| 171        | 17        | Das Geisterhaus                                | 19. März 2010                               | Jörg Mielich       | Eva und Volker A. Zahn                    | 4,89 Mio. | 174        |
| 172        | 18        | Ganz nah dran                                  | 26. März 2010                               | Maris Pfeiffer     | Roland Heep, Jeanet Pfitzer               | 4,49 Mio. | 178        |

## Staffel 11
Die elfte Staffel von SOKO Leipzig umfasst 23 Folgen und hatte ihre Erstausstrahlung am 24. September 2010 im ZDF. Das Finale wurde am 11. März 2011 gesendet.
Mit der 180-minütigen Doppelfolge Gefangen wurde eine Jubiläumsfolge zum zehnjährigen Bestehen der Fernsehserie produziert.
| Nr. (ges.) | Nr. (St.) | Originaltitel               | Erstausstrahlung D | Regie              | Drehbuch                                       | Zuschauer | Prod. code |
| ---------- | --------- | --------------------------- | ------------------ | ------------------ | ---------------------------------------------- | --------- | ---------- |
| 173        | 1         | Das Schwein                 | 24. Sep. 2010      | Maris Pfeiffer     | Frank Koopmann, Roland Heep                    | 4,45 Mio. | 177        |
| 174        | 2         | Fehler im System            | 1. Okt. 2010       | Maris Pfeiffer     | Frank Koopmann, Jeanet Pfitzer                 | 4,81 Mio. | 179        |
| 175        | 3         | Luftnummer                  | 15. Okt. 2010      | Oren Schmuckler    | Nani Mahlo                                     | 4,66 Mio. | 186        |
| 176        | 4         | Tod per Post                | 22. Okt. 2010      | Franziska Meletzky | Heike Rübbert                                  | 4,44 Mio. | 181        |
| 177        | 5         | Die Hand                    | 29. Okt. 2010      | Maris Pfeiffer     | Jens Köster, Axel Hildebrand                   | 5,32 Mio. | 180        |
| 178        | 6         | Mord am Telefon             | 5. Nov. 2010       | Oren Schmuckler    | Axel Hildebrand                                | 4,70 Mio. | 187        |
| 179        | 7         | Fragen der Ehre             | 12. Nov. 2010      | Franziska Meletzky | Mike Bäuml                                     | 4,06 Mio. | 182        |
| 180        | 8         | Swinging Leipzig            | 19. Nov. 2010      | Oren Schmuckler    | Eva und Volker A. Zahn                         | 4,89 Mio. | 185        |
| 181        | 9         | Totes Kapital               | 26. Nov. 2010      | Maris Pfeiffer     | Frank Koopmann, Roland Heep                    | 4,77 Mio. | 191        |
| 182        | 10        | Girls, Girls, Girls         | 3. Dez. 2010       | Maris Pfeiffer     | Frank Koopmann, Jeanet Pfitzer                 | 4,29 Mio. | 189        |
| 183        | 11        | Der Aufstand                | 10. Dez. 2010      | Maris Pfeiffer     | Frank Koopmann, Roland Heep                    | 4,70 Mio. | 190        |
| 184        | 12        | High Noon                   | 17. Dez. 2010      | Robert del Maestro | Frank Koopmann, Roland Heep                    | 4,40 Mio. | 193        |
| 185        | 13        | Gefangen – Teil 1 (90 min.) | 7. Jan. 2011       | Jörg Mielich       | Wiebke Jaspersen, Marija Erceg                 | 4,57 Mio. | 195/196    |
| 186        | 14        | Gefangen – Teil 2 (90 min.) | 14. Jan. 2011      | Jörg Mielich       | David Ungureit, Wiebke Jaspersen, Marc Terjung | 5,14 Mio. | 197/198    |
| 187        | 15        | Hexenschuss                 | 21. Jan. 2011      | Klaus Knoesel      | Thomas Pletzinger                              | 4,39 Mio. | 199        |
| 188        | 16        | Quarantäne                  | 28. Jan. 2011      | Oren Schmuckler    | Roland Heep, Jeanet Pfitzer                    | 4,53 Mio. | 188        |
| 189        | 17        | Abgelenkt                   | 4. Feb. 2011       | Seyhan Derin       | Mike Bäuml, Roland Heep, Frank Koopmann        | 4,66 Mio. | 192        |
| 190        | 18        | Letzter Abend DDR           | 11. Feb. 2011      | Robert del Maestro | Jens Köster                                    | 4,87 Mio. | 194        |
| 191        | 19        | Wut im Bauch                | 18. Feb. 2011      | Klaus Knoesel      | Eva und Volker A. Zahn                         | 5,59 Mio. | 200        |
| 192        | 20        | Schlecht beraten            | 25. Feb. 2011      | Klaus Knoesel      | Eva und Volker A. Zahn                         | 4,51 Mio. | 201        |
| 193        | 21        | Kriegstage                  | 4. März 2011       | Klaus Knoesel      | Eva und Volker A. Zahn                         | 4,59 Mio. | 202        |
| 194        | 22        | Niedrige Beweggründe        | 4. März 2011       | Robert Del Maestro | Nani Mahlo                                     | 3,95 Mio. | 204        |
| 195        | 23        | Geister                     | 11. März 2011      | Robert Del Maestro | Axel Hildebrand                                | 5,41 Mio. | 203        |

## Staffel 12
Die zwölfte Staffel von SOKO Leipzig umfasst 23 Folgen und hatte ihre Premiere am 14. Oktober 2011 im ZDF. Das Finale wurde am 30. März 2012 gesendet.
Erneut wurde, wie auch schon in vorangegangenen Staffeln, mit Die schwarze Witwe eine Episode in Spielfilmlänge (90 Minuten, anstatt der üblichen 45 Minuten Länge einer Episode) produziert.
| Nr. (ges.) | Nr. (St.) | Originaltitel                | Erstausstrahlung D | Regie              | Drehbuch                       | Zuschauer | Prod. code |
| ---------- | --------- | ---------------------------- | ------------------ | ------------------ | ------------------------------ | --------- | ---------- |
| 196        | 1         | Im Schattenreich             | 14. Okt. 2011      | Michael Wenning    | Markus Hoffmann, Uwe Kossmann  | 4,76 Mio. | 205        |
| 197        | 2         | Vater, Mutter, Kind          | 21. Okt. 2011      | Michael Wenning    | Markus Hoffmann, Uwe Kossmann  | 4,97 Mio. | 206        |
| 198        | 3         | Das Ultimatum                | 28. Okt. 2011      | Michael Wenning    | Markus Hoffmann, Uwe Kossmann  | 4,66 Mio. | 207        |
| 199        | 4         | Hajos letzter Fall           | 4. Nov. 2011       | Michael Wenning    | Markus Hoffmann, Uwe Kossmann  | 4,74 Mio. | 208        |
| 200        | 5         | Der Fall Gojko Mitic         | 18. Nov. 2011      | Maris Pfeiffer     | Frank Koopmann, Roland Heep    | 4,77 Mio. | 209        |
| 201        | 6         | Das Mädchen im Park          | 25. Nov. 2011      | Stefan Bühling     | Jeanet Pfitzer, Roland Heep    | 4,43 Mio. | 210        |
| 202        | 7         | Mission to Mars              | 2. Dez. 2011       | Maris Pfeiffer     | Frank Koopmann, Roland Heep    | 3,83 Mio. | 211        |
| 203        | 8         | Gottes Zoo ist groß          | 9. Dez. 2011       | Maris Pfeiffer     | Frank Koopmann, Jeanet Pfitzer | 4,38 Mio. | 212        |
| 204        | 9         | Feuerteufel                  | 16. Dez. 2011      | Robert Del Maestro | Heike Rübbert                  | 4,43 Mio. | 213        |
| 205        | 10        | Die schwarze Witwe (90 min.) | 30. Dez. 2011      | Robert Del Maestro | Markus Hoffmann, Uwe Kossmann  | 3,98 Mio. | 219/220    |
| 206        | 11        | Rollenspiel                  | 6. Jan. 2012       | Robert Del Maestro | Axel Hildebrand                | 4,56 Mio. | 214        |
| 207        | 12        | Junggesellinnenabschied      | 13. Jan. 2012      | Jörg Mielich       | Marija Erceg                   | 4,84 Mio. | 215        |
| 208        | 13        | Spiel, Satz, Tod             | 20. Jan. 2012      | Jörg Mielich       | Eva und Volker A. Zahn         | 4,85 Mio. | 216        |
| 209        | 14        | Ans Messer geliefert         | 20. Jan. 2012      | Jörg Mielich       | Eva und Volker A. Zahn         | 5,64 Mio. | 217        |
| 210        | 15        | Ich bin dann mal weg         | 27. Jan. 2012      | Jörg Mielich       | Eva und Volker A. Zahn         | 5,17 Mio. | 218        |
| 211        | 16        | Clear                        | 3. Feb. 2012       | Jörg Mielich       | Marc Terjung                   | 4,61 Mio. | 222        |
| 212        | 17        | Kind in Angst                | 10. Feb. 2012      | Jörg Mielich       | Wiebke Jaspersen               | 4,60 Mio. | 221        |
| 213        | 18        | Fightclub                    | 24. Feb. 2012      | Oren Schmuckler    | Wiebke Jaspersen               | 5,52 Mio. | 225        |
| 214        | 19        | Auge um Auge                 | 2. März 2012       | Oren Schmuckler    | Axel Hildebrand                | 4,09 Mio. | 226        |
| 215        | 20        | Frischfleisch                | 9. März 2012       | Oren Schmuckler    | Axel Hildebrand                | 5,11 Mio. | 227        |
| 216        | 21        | Stilbruch                    | 16. März 2012      | Oren Schmuckler    | Lisa Zeitz                     | 4,79 Mio. | 228        |
| 217        | 22        | Die Tote im Wald – Teil 1    | 23. März 2012      | Patrick Winczewski | Steve Bailie                   | 4,39 Mio. | 223        |
| 218        | 23        | Die Tote im Wald – Teil 2    | 30. März 2012      | Patrick Winczewski | Steve Bailie                   | 4,34 Mio. | 224        |

## Staffel 13
Die erste von 22 Folgen der dreizehnten Staffel lief am 16. November 2012 im ZDF. Das Finale wurde am 22. März 2013 gesendet.
Mit der Doppelfolge Getrieben – Teil 1 und Getrieben – Teil 2 sowie Das Monster wurden erneut drei Folgen in Spielfilmlänge (90 Minuten, anstatt der üblichen 45 Minuten Länge einer Folge) produziert.
| Nr. (ges.) | Nr. (St.) | Originaltitel                | Erstausstrahlung D | Regie              | Drehbuch                                        | Zuschauer | Prod. code |
| ---------- | --------- | ---------------------------- | ------------------ | ------------------ | ----------------------------------------------- | --------- | ---------- |
| 219        | 1         | Die Verurteilten             | 16. Nov. 2012      | Robert Pejo        | Manuel Meimberg, Christoph Schulz               | 4,40 Mio. | 233        |
| 220        | 2         | Filmriss                     | 23. Nov. 2012      | Robert Del Maestro | Manuel Meimberg, Christoph Schulz               | 4,83 Mio. | 229        |
| 221        | 3         | Tod eines Lehrers            | 30. Nov. 2012      | Robert Del Maestro | Anna LeVine                                     | 4,33 Mio. | 230        |
| 222        | 4         | Leipzig kloppt               | 7. Dez. 2012       | Robert Del Maestro | Manuel Meimberg, Christoph Schulz               | 4,52 Mio. | 231        |
| 223        | 5         | Angst                        | 14. Dez. 2012      | Robert Del Maestro | Manuel Meimberg, Christoph Schulz               | 4,60 Mio. | 232        |
| 224        | 6         | Getrieben – Teil 1 (90 min.) | 21. Dez. 2012      | Jörg Mielich       | Wiebke Jaspersen, Wolf-R. Kuhl                  | 4,72 Mio. | 237/238    |
| 225        | 7         | Getrieben – Teil 2 (90 min.) | 28. Dez. 2012      | Jörg Mielich       | Wiebke Jaspersen, Wolf-R. Kuhl, Manuel Meimberg | 4,86 Mio. | 239/240    |
| 226        | 8         | Das Monster (90 min.)        | 4. Jan. 2013       | Patrick Winczewski | Jeanet Pfitzer, Frank Koopmann, Roland Heep     | 5,12 Mio. | 235/236    |
| 227        | 9         | Haus am See                  | 11. Jan. 2013      | Oren Schmuckler    | Manuel Meimberg, Georg Hartmann                 | 4,78 Mio. | 241        |
| 228        | 10        | Wohlfühl GmbH                | 11. Jan. 2013      | Robert Pejo        | Axel Hildebrand                                 | 3,66 Mio. | 234        |
| 229        | 11        | Elternabend                  | 18. Jan. 2013      | Oren Schmuckler    | Jeanet Pfitzer, Frank Koopmann, Roland Heep     | 5,58 Mio. | 243        |
| 230        | 12        | Preis der Freiheit           | 18. Jan. 2013      | Oren Schmuckler    | Jeanet Pfitzer, Frank Koopmann, Roland Heep     | 4,63 Mio. | 244        |
| 231        | 13        | Gefrorenes Blut              | 25. Jan. 2013      | Oren Schmuckler    | Axel Hildebrand                                 | 4,92 Mio. | 245        |
| 232        | 14        | Graf Porno                   | 1. Feb. 2013       | Patrick Winczewski | Eva und Volker A. Zahn                          | 4,94 Mio. | 246        |
| 233        | 15        | Teufel im Himmelreich        | 8. Feb. 2013       | Patrick Winczewski | Eva und Volker A. Zahn                          | 5,03 Mio. | 247        |
| 234        | 16        | Einer zahlt immer            | 8. Feb. 2013       | Robert Pejo        | Eva und Volker A. Zahn                          | 4,31 Mio. | 248        |
| 235        | 17        | Das zweite Leben             | 15. Feb. 2013      | Robert Pejo        | Eva und Volker A. Zahn                          | 5,01 Mio. | 249        |
| 236        | 18        | Wahre Liebe                  | 22. Feb. 2013      | Oren Schmuckler    | Florian Iwersen                                 | 5,32 Mio. | 242        |
| 237        | 19        | Das letzte Lied              | 1. März 2013       | Buddy Giovinazzo   | Manuel Meimberg                                 | 5,08 Mio. | 251        |
| 238        | 20        | Wir sind nicht allein        | 8. März 2013       | Buddy Giovinazzo   | Manuel Meimberg                                 | 4,85 Mio. | 252        |
| 239        | 21        | Der Sumpf                    | 15. März 2013      | Buddy Giovinazzo   | Manuel Meimberg                                 | 5,28 Mio. | 253        |
| 240        | 22        | Eiszeit                      | 22. März 2013      | Buddy Giovinazzo   | Anna LeVine                                     | 4,99 Mio. | 250        |

## SOKO – Der Prozess
Im Rahmen des fünfteiligen Specials aller deutschen SOKO-Serien war der Handlungsort für den fünften Teil das Revier der Leipziger Ermittler.
| Nr. (ges.) | Nr. (St.) | Originaltitel        | Erstausstrahlung D | Regie        | Drehbuch      | Zuschauer | Prod. code |
| --- | --------- | -------------------- | ------------------ | ------------ | ------------- | --------- | ---------- |
| – | –         | Der Prozess (Teil 5) | 4. Okt. 2013       | Jörg Mielich | Sven S. Poser | 3,44 Mio. | 264        |
| Der Mordprozess gegen Alex Krüger, den Chef des MC Bullsharks, beginnt in Leipzig, doch die Beweislage ist sehr dünn und der Anwalt der Nebenklägerin Maren Santini, Paul Korte, hofft auf die Aussage seines Vaters, Frank Wellinger. Wellinger selbst war Mitglied des Bullsharks, hat sich allerdings von diesen losgesagt. Doch als er kurz vor der Verhandlung erschossen wird gerät die SOKO unter Druck, denn es scheint einen Maulwurf in den Reihen der Justiz zu geben. Gastdarsteller: Matthias Schloo als Paul Korte, Jochen Nickel als Frank Wellinger, Yvonne Catterfeld als Alicia Lammers, Claudine Wilde als Nadja Schramm, Felix Vörtler als Alex Krüger, Michael Roll als Karel Schweikert, Annika Kuhl als Maren Santini |           |                      |                    |              |               |           |            |

## Staffel 14
Die vierzehnte Staffel von SOKO Leipzig umfasst 20 Folgen und hatte ihre Premiere am 25. Oktober 2013 auf den Sendern ZDF und ORF2. Das Finale wurde am 21. Februar 2014 beim ZDF und am 7. März 2014 bei ORF2 gesendet.
Mit Der Zobel wurde erneut eine Episode in Spielfilmlänge (90 Minuten, anstatt der üblichen 45 Minuten Länge einer Episode) produziert.
| Nr. (ges.) | Nr. (St.) | Originaltitel       | Erstausstrahlung D/Ö                          | Regie              | Drehbuch                                       | Zuschauer | Prod. code |
| ---------- | --------- | ------------------- | --------------------------------------------- | ------------------ | ---------------------------------------------- | --------- | ---------- |
| 241        | 1         | Der Klotz           | 25. Okt. 2013                                 | Michel Bielawa     | Manuel Meimberg, Georg Hartmann                | 4,78 Mio. | 259        |
| 242        | 2         | Shopping            | 1. Nov. 2013                                  | Robert Del Maestro | Jeanet Pfitzer, Frank Koopmann, Roland Heep    | 4,56 Mio. | 255        |
| 243        | 3         | Dornröschen         | 8. Nov. 2013                                  | Robert Del Maestro | Jeanet Pfitzer, Frank Koopmann, Roland Heep    | 4,89 Mio. | 256        |
| 244        | 4         | Schuldenschnitt     | ZDF: 22. November 2013 ORF: 15. November 2013 | Robert Del Maestro | Jeanet Pfitzer, Roland Heep und Frank Koopmann | 5,60 Mio. | 257        |
| 245        | 5         | Verzweiflung        | ZDF: 29. November 2013 ORF: 22. November 2013 | Robert Del Maestro | Florian Iwersen                                | 5,21 Mio. | 254        |
| 246        | 6         | Kontrollverlust     | 21. Feb. 2014                                 | Michel Bielawa     | Axel Hildebrand                                | 5,20 Mio. | 258        |
| 247        | 7         | Mundtot             | ZDF: 6. Dezember 2013 ORF: 29. November 2013  | Andreas Morell     | Axel Hildebrand                                | 4,59 Mio. | 266        |
| 248        | 8         | Der Schmetterling   | ZDF: 13. Dezember 2013 ORF: 6. Dezember 2013  | Michel Bielawa     | Janine Dittmann, Georg Malcovati               | 4,55 Mio. | 260        |
| 249        | 9         | Klassenclown        | ZDF: 20. Dezember 2013 ORF: 13. Dezember 2013 | Jörg Mielich       | Janine Dittmann, Georg Malcovati               | 4,63 Mio. | 261        |
| 250        | 10        | Messezeiten         | ZDF: 27. Dezember 2013 ORF: 20. Dezember 2013 | Jörg Mielich       | Florian Schumacher, Gregor Eisenbeiß           | 4,72 Mio. | 262        |
| 251        | 11        | Letzter Wille       | 27. Dez. 2013                                 | Jörg Mielich       | Gregor Eisenbeiß, Florian Schumacher           | 4,20 Mio. | 263        |
| 252        | 12        | Der Zobel (90 min.) | 3. Jan. 2014                                  | Patrick Winczewski | Rainer Jahreis, Eckhard Theophil               | 5,26 Mio. | 268/269    |
| 253        | 13        | Lucy                | 10. Jan. 2014                                 | Andreas Morell     | Marija Erceg                                   | 4,85 Mio. | 265        |
| 254        | 14        | Irre                | ZDF: 10. Januar 2014 ORF: 17. Januar 2014     | Patrick Winczewski | Wiebke Jaspersen, Wolf-R. Kuhl                 | 3,96 Mio. | 270        |
| 255        | 15        | Rossis Fall         | ZDF: 17. Januar 2014 ORF: 28. Februar 2014    | Patrick Winczewski | Wiebke Jaspersen, Wolf-R. Kuhl                 | 5,21 Mio. | 267        |
| 256        | 16        | Der alte Freund     | 24. Jan. 2014                                 | Herwig Fischer     | Eva und Volker A. Zahn                         | 4,98 Mio. | 271        |
| 257        | 17        | Das gläserne Opfer  | ZDF: 24. Januar 2014 ORF: 31. Januar 2014     | Herwig Fischer     | Eva und Volker A. Zahn                         | 3,87 Mio. | 272        |
| 258        | 18        | Die Müllbrüder      | ZDF: 31. Januar 2014 ORF: 7. März 2014        | Herwig Fischer     | Manuel Meimberg, Georg Hartmann                | 4,49 Mio. | 273        |
| 259        | 19        | Letzte Wahrheit     | 7. Feb. 2014                                  | Herwig Fischer     | Anna LeVine                                    | 5,61 Mio. | 274        |
| 260        | 20        | Abgestürzt          | 14. Feb. 2014                                 | Buddy Giovinazzo   | Wiebke Jaspersen, Wolf-R. Kuhl                 | 5,14 Mio. | 275        |

## Staffel 15
Die fünfzehnte Staffel von SOKO Leipzig umfasst 21 Folgen und hatte ihre Premiere am 19. September 2014 im ZDF. Das Finale wurde am 13. Februar 2015 gesendet.
Mit Zwei Schwestern, Lösegeld und Bewegliche Ziele wurden erneut drei Folgen in Spielfilmlänge (90 Minuten, anstatt der üblichen 45 Minuten Länge einer Episode) produziert.
| Nr. (ges.) | Nr. (St.) | Originaltitel                     | Erstausstrahlung D | Regie            | Drehbuch                                    | Zuschauer | Prod. code |
| ---------- | --------- | --------------------------------- | ------------------ | ---------------- | ------------------------------------------- | --------- | ---------- |
| 261        | 1         | Zwei Schwestern (90 min.)         | 19. Sep. 2014      | Buddy Giovinazzo | Jeanet Pfitzer, Frank Koopmann, Roland Heep | 5,09 Mio. | 277/278    |
| 262        | 2         | Was nicht sein darf               | 26. Sep. 2014      | Buddy Giovinazzo | Axel Hildebrand                             | 5,00 Mio. | 276        |
| 263        | 3         | Besessen                          | 3. Okt. 2014       | Samira Radsi     | Jeanet Pfitzer, Frank Koopmann, Roland Heep | 4,15 Mio. | 279        |
| 264        | 4         | Allein gegen die Mafia            | 10. Okt. 2014      | Samira Radsi     | Jeanet Pfitzer, Frank Koopmann, Roland Heep | 5,02 Mio. | 280        |
| 265        | 5         | Mister Green                      | 17. Okt. 2014      | Samira Radsi     | Jeanet Pfitzer, Frank Koopmann, Roland Heep | 4,56 Mio. | 281        |
| 266        | 6         | Made in Bangladesh                | 24. Okt. 2014      | Samira Radsi     | Jeanet Pfitzer, Frank Koopmann, Roland Heep | 5,12 Mio. | 282        |
| 267        | 7         | Dumm gelaufen                     | 31. Okt. 2014      | Robert Pejo      | Eva und Volker A. Zahn                      | 4,37 Mio. | 283        |
| 268        | 8         | Der verlorene Sohn                | 7. Nov. 2014       | Andreas Morell   | Axel Hildebrand                             | 4,70 Mio. | 294        |
| 269        | 9         | Ausflug mit Mila                  | 14. Nov. 2014      | Robert Pejo      | Eva und Volker A. Zahn                      | 3,88 Mio. | 284        |
| 270        | 10        | Der einzige Zeuge                 | 21. Nov. 2014      | Robert Pejo      | Eva und Volker A. Zahn                      | 5,18 Mio. | 285        |
| 271        | 11        | Kleine Geheimnisse                | 28. Nov. 2014      | Robert Pejo      | Axel Hildebrand                             | 5,11 Mio. | 292        |
| 272        | 12        | Wahrheit ist ein scharfes Schwert | 12. Dez. 2014      | Robert Pejo      | Marija Erceg                                | 5,06 Mio. | 293        |
| 273        | 13        | Kranke Gier                       | 19. Dez. 2014      | Andreas Morell   | Rainer Jahreis                              | 4,46 Mio. | 295        |
| 274        | 14        | Lösegeld (90 min.)                | 9. Jan. 2015       | Robert Pejo      | Anna LeVine Winger                          | 5,27 Mio. | 290/291    |
| 275        | 15        | Spielverderber                    | 16. Jan. 2015      | Herwig Fischer   | Florian Schumacher, Gregor Eisenbeiß        | 4,98 Mio. | 296        |
| 276        | 16        | Doktor Tod                        | 16. Jan. 2015      | Herwig Fischer   | Steve Bailie                                | 3,98 Mio. | 297        |
| 277        | 17        | Schuss durch die Tür              | 23. Jan. 2015      | Herwig Fischer   | Wiebke Jaspersen, Wolf-R. Kuhl              | 5,20 Mio. | 298        |
| 278        | 18        | Bewegliche Ziele (90 min.)        | 30. Jan. 2015      | Oren Schmuckler  | Wiebke Jaspersen, Wolf-R. Kuhl              | 4,35 Mio. | 288/289    |
| 279        | 19        | Sein oder Nichtsein               | 6. Feb. 2015       | Herwig Fischer   | Georg Hartmann                              | 4,65 Mio. | 299        |
| 280        | 20        | Johannes                          | 13. Feb. 2015      | Oren Schmuckler  | Manuel Meimberg                             | 4,73 Mio. | 286        |
| 281        | 21        | Recht und Gerechtigkeit           | 13. Feb. 2015      | Oren Schmuckler  | Georg Hartmann                              | 3,72 Mio. | 287        |

## Staffel 16
Die sechzehnte Staffel von SOKO Leipzig umfasst 20 Episoden und hatte ihre Premiere am 2. Oktober 2015 im ZDF. Das Finale wurde am 19. Februar 2016 gesendet.
Erneut wurde, wie auch schon in vorangegangenen Staffeln, mit Wem gehört die Stadt und Toter Mann zwei Episoden in Spielfilmlänge (90 Minuten, anstatt der üblichen 45 Minuten Länge einer Episode) produziert.
| Nr. (ges.) | Nr. (St.) | Originaltitel                  | Erstausstrahlung D | Regie           | Drehbuch                                    | Zuschauer | Prod. code |
| ---------- | --------- | ------------------------------ | ------------------ | --------------- | ------------------------------------------- | --------- | ---------- |
| 282        | 1         | Manga-Mädchen                  | 2. Okt. 2015       | Jörg Mielich    | Hanno Hackfort, Richard Kropf, Bob Konrad   | 5,65 Mio. | 300        |
| 283        | 2         | Sprengstoff                    | 9. Okt. 2015       | Jörg Mielich    | Hanno Hackfort, Richard Kropf, Bob Konrad   | 4,64 Mio. | 301        |
| 284        | 3         | Aus bestem Hause               | 16. Okt. 2015      | Jörg Mielich    | Hanno Hackfort, Richard Kropf, Bob Konrad   | 5,06 Mio. | 302        |
| 285        | 4         | Lügen                          | 23. Okt. 2015      | Jörg Mielich    | Hanno Hackfort, Richard Kropf, Bob Konrad   | 4,76 Mio. | 303        |
| 286        | 5         | Tapetenwechsel                 | 30. Okt. 2015      | Herwig Fischer  | Axel Hildebrand                             | 5,11 Mio. | 312        |
| 287        | 6         | Online-Girl                    | 6. Nov. 2015       | Herwig Fischer  | Georg Hartmann, Manuel Meimberg             | 4,82 Mio. | 313        |
| 288        | 7         | Wem gehört die Stadt (90 min.) | 13. Nov. 2015      | Herwig Fischer  | Jan Braren                                  | 3,38 Mio. | 310/311    |
| 289        | 8         | Erlösung                       | 20. Nov. 2015      | Andreas Morell  | Ulf Tschauder                               | 4,68 Mio. | 304        |
| 290        | 9         | Töchter und Söhne              | 27. Nov. 2015      | Andreas Morell  | Christoph Darnstädt                         | 4,78 Mio. | 305        |
| 291        | 10        | Verrat                         | 4. Dez. 2015       | Andreas Morell  | Ulf Tschauder                               | 4,59 Mio. | 306        |
| 292        | 11        | Der dunkle Feind               | 11. Dez. 2015      | Andy Fetscher   | Eva und Volker A. Zahn                      | 4,44 Mio. | 307        |
| 293        | 12        | Doppelmord                     | 18. Dez. 2015      | Andy Fetscher   | Eva und Volker A. Zahn                      | 4,87 Mio. | 308        |
| 294        | 13        | Toter Mann (90 min.)           | 8. Jan. 2016       | Jörg Mielich    | Uwe Kossmann, Markus Hoffmann               | 4,85 Mio. | 323/324    |
| 295        | 14        | Mann ohne Gedächtnis           | 15. Jan. 2016      | Andy Fetscher   | Eva und Volker A. Zahn                      | 5,17 Mio. | 309        |
| 296        | 15        | Der Deich                      | 15. Jan. 2016      | Oren Schmuckler | Jeanet Pfitzer, Frank Koopmann, Roland Heep | 3,63 Mio. | 314        |
| 297        | 16        | Linie 131                      | 22. Jan. 2016      | Oren Schmuckler | Jeanet Pfitzer, Frank Koopmann, Roland Heep | 4,70 Mio. | 315        |
| 298        | 17        | Skater-Träume                  | 22. Jan. 2016      | Oren Schmuckler | Jeanet Pfitzer, Frank Koopmann, Roland Heep | 4,16 Mio. | 316        |
| 299        | 18        | Hallo Sexy!                    | 29. Jan. 2016      | Oren Schmuckler | Jeanet Pfitzer, Frank Koopmann, Roland Heep | 4,82 Mio. | 317        |
| 300        | 19        | Bilder im Kopf                 | 12. Feb. 2016      | Sven Fehrensen  | Manuel Meimberg                             | 5,68 Mio. | 319        |
| 301        | 20        | Lucky Punch                    | 19. Feb. 2016      | Sven Fehrensen  | Axel Hildebrand                             | 5,15 Mio. | 318        |

## Staffel 17
Die siebzehnte Staffel von SOKO Leipzig umfasst 26 Episoden und hatte ihre Premiere am 16. September 2016 im ZDF. Das Finale wurde am 24. Februar 2017 gesendet.
Erneut wurden, wie auch schon in vorangegangenen Staffeln, mit Wer Wind sät, Aus der Hölle und Chefsache drei Episoden in Spielfilmlänge (90 Minuten, anstatt der üblichen 45 Minuten Länge einer Episode) produziert.
| Nr. (ges.) | Nr. (St.) | Originaltitel           | Erstausstrahlung D | Regie              | Drehbuch                                    | Zuschauer | Prod. code |
| ---------- | --------- | ----------------------- | ------------------ | ------------------ | ------------------------------------------- | --------- | ---------- |
| 302        | 1         | Wunschkind              | 16. Sep. 2016      | Sven Fehrensen     | Wiebke Jaspersen, Wolf-R. Kuhl              | 4,05 Mio. | 320        |
| 303        | 2         | Beste Freundin          | 23. Sep. 2016      | Robert del Maestro | Jeanet Pfitzer, Frank Koopmann, Roland Heep | 4,19 Mio. | 328        |
| 304        | 3         | Undercover – Teil 1     | 30. Sep. 2016      | Jörg Mielich       | Axel Hildebrand                             | 4,20 Mio. | 321        |
| 305        | 4         | Undercover – Teil 2     | 7. Okt. 2016       | Jörg Mielich       | Axel Hildebrand                             | 4,09 Mio. | 322        |
| 306        | 5         | Gestohlenes Leben       | 14. Okt. 2016      | Sven Fehrensen     | Eva und Volker A. Zahn                      | 4,07 Mio. | 331        |
| 307        | 6         | Harte Jungs             | 21. Okt. 2016      | Sven Fehrensen     | Eva und Volker A. Zahn                      | 4,10 Mio. | 332        |
| 308        | 7         | Schutzlos               | 28. Okt. 2016      | Sven Fehrensen     | Eva und Volker A. Zahn                      | 3,94 Mio. | 333        |
| 309        | 8         | Heimatlos               | 4. Nov. 2016       | Sven Fehrensen     | Eva und Volker A. Zahn                      | 4,50 Mio. | 334        |
| 310        | 9         | Vermisstes Kind         | 11. Nov. 2016      | Robert del Maestro | Jan Braren                                  | 3,69 Mio. | 327        |
| 311        | 10        | Tod eines Kollegen      | 11. Nov. 2016      | Andreas Morell     | Jeanet Pfitzer, Frank Koopmann, Roland Heep | 3,23 Mio. | 335        |
| 312        | 11        | Not-OP                  | 18. Nov. 2016      | Andreas Morell     | Jeanet Pfitzer, Frank Koopmann, Roland Heep | 4,99 Mio. | 336        |
| 313        | 12        | Horrorhaus              | 25. Nov. 2016      | Andreas Morell     | Jeanet Pfitzer, Frank Koopmann, Roland Heep | 4,46 Mio. | 337        |
| 314        | 13        | Väter                   | 2. Dez. 2016       | Andreas Morell     | Manuel Meimberg                             | 4,69 Mio. | 338        |
| 315        | 14        | Neues Leben             | 9. Dez. 2016       | Oren Schmuckler    | Axel Hildebrand                             | 4,52 Mio. | 340        |
| 316        | 15        | Kein Platz für Moral    | 16. Dez. 2016      | Oren Schmuckler    | Uwe Kossmann, Markus Hoffmann               | 4,23 Mio. | 341        |
| 317        | 16        | Der Kanal               | 23. Dez. 2016      | Oren Schmuckler    | Manuel Meimberg                             | 4,51 Mio. | 342        |
| 318        | 17        | Der Strahl              | 30. Dez. 2016      | Oren Schmuckler    | Gabriel Merz, Michael Zeeh                  | 4,78 Mio. | 339        |
| 319        | 18        | Wer Wind sät (90 min.)  | 6. Jan. 2017       | Andy Fetscher      | Jan Braren                                  | 5,76 Mio. | 329/330    |
| 320        | 19        | Aus der Hölle (90 min.) | 13. Jan. 2017      | Robert del Maestro | Ulf Tschauder                               | 4,98 Mio. | 325/326    |
| 321        | 20        | Aus der Deckung         | 20. Jan. 2017      | Jörg Mielich       | Markus Hoffmann, Uwe Kossmann               | 4,94 Mio. | 343        |
| 322        | 21        | Ein Fall für Rettig     | 20. Jan. 2017      | Jörg Mielich       | Jeanet Pfitzer, Frank Koopmann, Roland Heep | 3,45 Mio. | 345        |
| 323        | 22        | Der Wert des Lebens     | 27. Jan. 2017      | Jörg Mielich       | Axel Hildebrand                             | 5,01 Mio. | 344        |
| 324        | 23        | Frankenstein            | 3. Feb. 2017       | Herwig Fischer     | Manuel Meimberg                             | 4,73 Mio. | 347        |
| 325        | 24        | Endstation Hostel       | 10. Feb. 2017      | Herwig Fischer     | Wiebke Jaspersen, Wolf-R. Kuhl              | 5,60 Mio. | 346        |
| 326        | 25        | Einmal im Leben         | 17. Feb. 2017      | Patrick Winczewski | Axel Hildebrand                             | 4,73 Mio. | 351        |
| 327        | 26        | Chefsache (90 min.)     | 24. Feb. 2017      | Herwig Fischer     | Ulf Tschauder                               | 4,11 Mio. | 348/349    |

## Staffel 18
Die achtzehnte Staffel von SOKO Leipzig umfasst 16 Episoden und hatte ihre Premiere am 13. Oktober 2017 im ZDF. Das Finale wurde am 16. Februar 2018 gesendet.
Erneut wurden, wie auch schon in vorangegangenen Staffeln, mit Vaterliebe und Janika zwei Episoden in Spielfilmlänge (90 Minuten, anstatt der üblichen 45 Minuten Länge einer Episode) produziert.
| Nr. (ges.) | Nr. (St.) | Originaltitel        | Erstausstrahlung D | Regie              | Drehbuch                                    | Zuschauer | Prod. code |
| ---------- | --------- | -------------------- | ------------------ | ------------------ | ------------------------------------------- | --------- | ---------- |
| 328        | 1         | Der letzte Fall      | 13. Okt. 2017      | Patrick Winczewski | Uwe Kossmann, Markus Hoffmann               | 5,08 Mio. | 350        |
| 329        | 2         | Dienstschluss        | 20. Okt. 2017      | Oren Schmuckler    | Jeanet Pfitzer, Frank Koopmann, Roland Heep | 3,87 Mio. | 354        |
| 330        | 3         | Der einzige Ausweg   | 27. Okt. 2017      | Oren Schmuckler    | Julia Meimberg, Manuel Meimberg             | 4,61 Mio. | 355        |
| 331        | 4         | Das genetische Limit | 3. Nov. 2017       | Oren Schmuckler    | Markus Hoffmann, Uwe Kossmann               | 4,62 Mio. | 357        |
| 332        | 5         | Der kleine Zeuge     | 17. Nov. 2017      | Oren Schmuckler    | Ulf Tschauder                               | 4,41 Mio. | 356        |
| 333        | 6         | Full House           | 24. Nov. 2017      | Sven Fehrensen     | Jeanet Pfitzer, Frank Koopmann, Roland Heep | 4,59 Mio. | 358        |
| 334        | 7         | Spurlos verschwunden | 1. Dez. 2017       | Sven Fehrensen     | Axel Hildebrand                             | 4,21 Mio. | 359        |
| 335        | 8         | Die Brücke           | 8. Dez. 2017       | Sven Fehrensen     | Jeanet Pfitzer, Frank Koopmann, Roland Heep | 4,18 Mio. | 360        |
| 336        | 9         | Vaterliebe (90 min.) | 22. Dez. 2017      | Patrick Winczewski | Jan Braren                                  | 4,51 Mio. | 352/353    |
| 337        | 10        | Einsam               | 29. Dez. 2017      | Sven Fehrensen     | Julia Meimberg, Manuel Meimberg             | 4,52 Mio. | 361        |
| 338        | 11        | Janika (90 min.)     | 5. Jan. 2018       | Herwig Fischer     | Markus Hoffmann, Uwe Kossmann               | 5,37 Mio. | 362/363    |
| 339        | 12        | Der Sohn             | 19. Jan. 2018      | Herwig Fischer     | Julia Meimberg, Manuel Meimberg             | 4,86 Mio. | 364        |
| 340        | 13        | Toy Boy              | 19. Jan. 2018      | Herwig Fischer     | Axel Hildebrand                             | 3,28 Mio. | 365        |
| 341        | 14        | Aus Liebe            | 26. Jan. 2018      | Soleen Yusef       | Jan Braren                                  | 4,95 Mio. | 366        |
| 342        | 15        | Missing in Action    | 2. Feb. 2018       | Soleen Yusef       | Jeanet Pfitzer, Frank Koopmann, Roland Heep | 4,59 Mio. | 367        |
| 343        | 16        | Blinde Liebe         | 16. Feb. 2018      | Robert del Maestro | Julia Meimberg, Manuel Meimberg             | 5,69 Mio. | 368        |

## Staffel 19
Die neunzehnte Staffel von SOKO Leipzig umfasst 22 Episoden und feierte ihre Premiere am 14. September 2018 im ZDF. Das Finale wurde am 22. Februar 2019 gesendet. Alle Episoden wurden eine Woche vor TV-Ausstrahlung in der ZDFmediathek veröffentlicht.
Erneut wurden, wie auch schon in vorangegangenen Staffeln, mit Das Vogelmädchen, Absturz und Mein Kind drei Episoden in Spielfilmlänge (90 Minuten, anstatt der üblichen 45 Minuten Länge einer Episode) produziert.
| Nr. (ges.) | Nr. (St.) | Originaltitel               | Erstausstrahlung D | Regie              | Drehbuch                                    | Zuschauer | Prod. code |
| ---------- | --------- | --------------------------- | ------------------ | ------------------ | ------------------------------------------- | --------- | ---------- |
| 344        | 1         | Blackout                    | 14. Sep. 2018      | Robert del Maestro | Julia Meimberg, Manuel Meimberg             | 4,44 Mio. | 369        |
| 345        | 2         | Falsche Hoffnung            | 21. Sep. 2018      | Robert del Maestro | Barry Thomson, Annabel Wahba                | 4,75 Mio. | 370        |
| 346        | 3         | Gefährliches Vorbild        | 28. Sep. 2018      | Robert del Maestro | Markus Hoffmann, Uwe Kossmann               | 4,81 Mio. | 371        |
| 347        | 4         | Nie genug                   | 5. Okt. 2018       | Patrick Winczewski | Jeanet Pfitzer, Frank Koopmann, Roland Heep | 5,11 Mio. | 374        |
| 348        | 5         | Zerbrochen                  | 12. Okt. 2018      | Patrick Winczewski | Marco Girnth                                | 4,75 Mio. | 375        |
| 349        | 6         | Nein heißt nein             | 19. Okt. 2018      | Jörg Mielich       | Jan Braren                                  | 4,64 Mio. | 378        |
| 350        | 7         | Stich ins Herz              | 26. Okt. 2018      | Jörg Mielich       | Manuel Meimberg, Julia Meimberg             | 4,48 Mio. | 376        |
| 351        | 8         | Der Schattenmann            | 2. Nov. 2018       | Jörg Mielich       | Manuel Meimberg, Julia Meimberg             | 4,31 Mio. | 377        |
| 352        | 9         | Der Fall Wendt              | 9. Nov. 2018       | Sven Fehrensen     | Manuel Meimberg, Julia Meimberg             | 4,68 Mio. | 386        |
| 353        | 10        | Hinter verschlossenen Türen | 16. Nov. 2018      | Sven Fehrensen     | Felicitas Korn                              | 4,80 Mio. | 384        |
| 354        | 11        | Goldkind                    | 23. Nov. 2018      | Sven Fehrensen     | Axel Hildebrand                             | 4,68 Mio. | 385        |
| 355        | 12        | Die Intrige                 | 30. Nov. 2018      | Sven Fehrensen     | Markus Hoffmann, Uwe Kossmann               | 4,30 Mio. | 383        |
| 356        | 13        | Das Chinesische Licht       | 7. Dez. 2018       | Maris Pfeiffer     | Markus Hoffmann, Uwe Kossmann               | 4,27 Mio. | 398        |
| 357        | 14        | Die falsche Muse            | 14. Dez. 2018      | Patrick Winczewski | Barry Thomson                               | 4,37 Mio. | 379        |
| 358        | 15        | Das Vogelmädchen (90 min.)  | 28. Dez. 2018      | Patrick Winczewski | Ulf Tschauder                               | 4,21 Mio. | 372/373    |
| 359        | 16        | Absturz (90 min.)           | 4. Jan. 2019       | Jörg Mielich       | Jan Braren, Manuel Meimberg                 | 5,57 Mio. | 389/390    |
| 360        | 17        | Mein Kind (90 min.)         | 11. Jan. 2019      | Patrick Winczewski | Jeanet Pfitzer, Frank Koopmann, Roland Heep | 5,12 Mio. | 380/381    |
| 361        | 18        | Nackt                       | 25. Jan. 2019      | Patrick Winczewski | Eva Zahn, Volker A. Zahn                    | 4,51 Mio. | 382        |
| 362        | 19        | Bewährungsprobe             | 1. Feb. 2019       | Jörg Mielich       | Jeanet Pfitzer, Frank Koopmann, Roland Heep | 4,87 Mio. | 388        |
| 363        | 20        | Ranya                       | 8. Feb. 2019       | Oren Schmuckler    | Markus Hoffmann, Uwe Kossmann               | 5,03 Mio. | 391        |
| 364        | 21        | Tief im Herzen              | 15. Feb. 2019      | Oren Schmuckler    | Manuel Meimberg                             | 5,06 Mio. | 392        |
| 365        | 22        | Verzockt                    | 22. Feb. 2019      | Oren Schmuckler    | Jeanet Pfitzer, Frank Koopmann, Roland Heep | 5,35 Mio. | 393        |

## Staffel 20
Die zwanzigste Staffel von SOKO Leipzig umfasst 14 Episoden und feierte ihre Premiere am 18. Oktober 2019 im ZDF. Das Finale wurde am 14. Februar 2020 gesendet. Alle Episoden wurden eine Woche vor TV-Ausstrahlung in der ZDFmediathek veröffentlicht.
Erneut wurden, wie auch schon in vorangegangenen Staffeln, mit Der Rattenfänger, Tiefer Fall und Schmetterlingstage, Monstertage drei Episoden in Spielfilmlänge (90 Minuten, anstatt der üblichen 45 Minuten Länge einer Episode) produziert.
| Nr. (ges.) | Nr. (St.) | Originaltitel                             | Erstausstrahlung D | Regie              | Drehbuch                                    | Zuschauer | Prod. code |
| ---------- | --------- | ----------------------------------------- | ------------------ | ------------------ | ------------------------------------------- | --------- | ---------- |
| 366        | 1         | Familienteufel                            | 18. Okt. 2019      | Herwig Fischer     | Eva Zahn, Volker A. Zahn                    | 4,49 Mio. | 399        |
| 367        | 2         | Der Mann, der zwei Bier bestellte         | 25. Okt. 2019      | Oren Schmuckler    | Axel Hildebrand                             | 4,23 Mio. | 394        |
| 368        | 3         | Mord im Klassenzimmer                     | 1. Nov. 2019       | Robert del Maestro | Manuel Meimberg, Julia Meimberg             | 4,41 Mio. | 395        |
| 369        | 4         | Crystal                                   | 15. Nov. 2019      | Jörg Mielich       | Marco Girnth                                | 4,13 Mio. | 387        |
| 370        | 5         | Trompetenbauer                            | 22. Nov. 2019      | Robert del Maestro | Ulf Tschauder                               | 4,46 Mio. | 396        |
| 371        | 6         | Die Königin vom Schwanenteich             | 29. Nov. 2019      | Herwig Fischer     | Manuel Meimberg, Julia Meimberg             | 4,59 Mio. | 401        |
| 372        | 7         | Zur goldenen Jutta                        | 6. Dez. 2019       | Herwig Fischer     | Manuel Meimberg                             | 4,90 Mio. | 403        |
| 373        | 8         | Ein anständiges Leben                     | 13. Dez. 2019      | Florian Röser      | Axel Hildebrand                             | 4,29 Mio. | 406        |
| 374        | 9         | Der Rattenfänger (90 min.)                | 27. Dez. 2019      | Jörg Mielich       | Markus Hoffmann, Uwe Kossmann               | 3,56 Mio. | 413/414    |
| 375        | 10        | Tiefer Fall (90 min.)                     | 10. Jan. 2020      | Kerstin Ahlrichs   | Manuel Meimberg, Julia Meimberg             | 4,15 Mio. | 415/416    |
| 376        | 11        | Schmetterlingstage, Monstertage (90 min.) | 24. Jan. 2020      | Herwig Fischer     | Ulf Tschauder                               | 4,47 Mio. | 420/421    |
| 377        | 12        | Geschwister                               | 31. Jan. 2020      | Herwig Fischer     | Markus Hoffmann, Uwe Kossmann               | 4,71 Mio. | 402        |
| 378        | 13        | Lebenslügen                               | 7. Feb. 2020       | Herwig Fischer     | Jeanet Pfitzer, Frank Koopmann, Roland Heep | 4,95 Mio. | 400        |
| 379        | 14        | Im Auge des Gesetzes                      | 14. Feb. 2020      | Robert del Maestro | Markus Hoffmann, Uwe Kossmann               | 4,16 Mio. | 405        |

## Der vierte Mann
Das Serienspecial von SOKO Leipzig und SOKO Wien, basierend auf einer wahren Geschichte rund um die Kreise der Wiener Geschäftsfrau Rudolfine Steindling, wurde am 2. November 2019 erstmals bei ORF 1 gezeigt. Im ZDF wurde das Crossover am 8. November 2019 im Rahmen 30 Jahre Mauerfall ausgestrahlt.
| Nr. (ges.) | Nr. (St.) | Originaltitel   | Erstausstrahlung D                          | Regie               | Drehbuch                                  | Zuschauer | Prod. code |
| --- | --------- | --------------- | ------------------------------------------- | ------------------- | ----------------------------------------- | --------- | ---------- |
| – | –         | Der vierte Mann | ORF: 2. November 2019 ZDF: 8. November 2019 | Erhard Riedlsperger | Max Gruber, Markus Hoffmann, Uwe Kossmann | 5,79 Mio. | –          |
| Der Stargeiger Philipp Baumgarten wird nach einem Konzert in Leipzig entführt. Seine Geige ist ebenfalls verschwunden, die aus der Werkstatt eines Geigenbauers in Wien stammt. Daher wenden sich die Leipziger Ermittler an ihre Wiener Kollegen, um die Rolle der Geige bei der Entführung herauszufinden. Bei dem Versuch, mit dem Geigenbauer zu sprechen, finden die Wiener Ermittler diesen schwer verletzt vor. Wenig später kann der entführte Geiger in Leipzig lebendig aufgespürt werden. Mit dessen Aussage kann der Entführer identifiziert werden. Es handelt sich um Kurt Lehrmann, den Hausmeister des Leipziger Gewandhauses. Er saß in der DDR-Zeit wegen eines Gewaltverbrechens mehrere Jahre im Gefängnis, doch sein Motiv hinter der Entführung scheint rätselhaft. Als kurz darauf ein pensionierter Bankier in Wien ermordet wird und die Täterbeschreibung auf Kurt Lehrmann passt, wird klar, dass die Leipziger und Wiener Kollegen bei diesem grenzüberschreitenden Fall zusammenarbeiten werden. Gastdarsteller: Thorsten Merten als Kurt Lehrmann, Hans-Maria Darnov als Michael Havranek, Karl Fischer als Georg Emanuel Holzer, Dominik Maringer als Philipp Baumgarten, Susi Stach als Marion Holzer, Wolfram Berger als Dr. Johannes Mayerhofer, Maxine Kazis als Luna Steffens, Hilmar Eichhorn als Walter Lobrecht, Manfred Möck als Archivar |           |                 |                                             |                     |                                           |           |            |

## Staffel 21
Die einundzwanzigste Staffel von SOKO Leipzig umfasst 22 Episoden und feierte ihre Premiere am 28. August 2020 im ZDF. Das Finale wurde am 5. März 2021 gesendet.
| Nr. (ges.) | Nr. (St.) | Originaltitel             | Erstausstrahlung D | Regie              | Drehbuch                                    | Zuschauer | Prod. code |
| ---------- | --------- | ------------------------- | ------------------ | ------------------ | ------------------------------------------- | --------- | ---------- |
| 380        | 1         | Kenny                     | 28. Aug. 2020      | Oren Schmuckler    | Ulf Tschauder, Susanne Wiegand              | 5,02 Mio. | 417        |
| 381        | 2         | Unvergessen               | 4. Sep. 2020       | Oren Schmuckler    | Wiebke Jaspersen, Wolf-R. Kuhl              | 4,99 Mio. | 418        |
| 382        | 3         | Die Verwechslung          | 11. Sep. 2020      | Oren Schmuckler    | Axel Hildebrand                             | 4,37 Mio. | 419        |
| 383        | 4         | Die Falle                 | 25. Sep. 2020      | Maris Pfeiffer     | Felicitas Korn                              | 4,14 Mio. | 397        |
| 384        | 5         | Albtraum für Rossi        | 2. Okt. 2020       | Robert del Maestro | Jeanet Pfitzer, Frank Koopmann, Roland Heep | 4,30 Mio. | 404        |
| 385        | 6         | Aus der Not               | 9. Okt. 2020       | Robert del Maestro | Eva Zahn, Volker A. Zahn                    | 4,36 Mio. | 407        |
| 386        | 7         | Einmal um die ganze Welt  | 16. Okt. 2020      | Patrick Winczewski | Jeanet Pfitzer, Frank Koopmann, Roland Heep | 5,17 Mio. | 408        |
| 387        | 8         | Vandalengold              | 23. Okt. 2020      | Franziska Jahn     | Jeanet Pfitzer, Frank Koopmann, Roland Heep | 5,28 Mio. | 409        |
| 388        | 9         | Cold Case                 | 6. Nov. 2020       | Patrick Winczewski | Gabriel Merz, Michael Zeeh                  | 5,37 Mio. | 410        |
| 389        | 10        | Vom Himmel gefallen       | 13. Nov. 2020      | Jörg Mielich       | Jeanet Pfitzer, Frank Koopmann, Roland Heep | 5,54 Mio. | 411        |
| 390        | 11        | Dr. Anwar                 | 20. Nov. 2020      | Jörg Mielich       | Jeanet Pfitzer, Frank Koopmann, Roland Heep | 5,59 Mio. | 412        |
| 391        | 12        | Der gefesselte König      | 27. Nov. 2020      | Jörg Mielich       | Constanze Knoche, Leis Bagdach              | 5,96 Mio. | 437        |
| 392        | 13        | Druck                     | 4. Dez. 2020       | Patrick Winczewski | Markus Staender                             | 5,65 Mio. | 440        |
| 393        | 14        | Tod im Angebot            | 11. Dez. 2020      | Franziska Jahn     | Jeanet Pfitzer, Frank Koopmann, Roland Heep | 5,59 Mio. | 442        |
| 394        | 15        | Rotkäppchen               | 8. Jan. 2021       | Herwig Fischer     | Markus Hoffmann, Uwe Kossmann               | 5,30 Mio. | 422        |
| 395        | 16        | Die Mörder meiner Tochter | 15. Jan. 2021      | Herwig Fischer     | Markus Hoffmann, Uwe Kossmann               | 5,33 Mio. | 423        |
| 396        | 17        | Entrissen                 | 29. Jan. 2021      | Patrick Winczewski | Marco Girnth                                | 5,70 Mio. | 424        |
| 397        | 18        | Verschüttet               | 5. Feb. 2021       | Patrick Winczewski | Markus Hoffmann, Uwe Kossmann               | 4,75 Mio. | 425        |
| 398        | 19        | Die letzte Rate           | 12. Feb. 2021      | Patrick Winczewski | Gabriel Merz, Michael Zeeh                  | 5,50 Mio. | 426        |
| 399        | 20        | Kampf ums Paradies        | 19. Feb. 2021      | Patrick Winczewski | Lion H. Lau                                 | 5,73 Mio. | 427        |
| 400        | 21        | Dunkle Triade             | 26. Feb. 2021      | Robert del Maestro | Markus Hoffmann, Uwe Kossmann               | 5,62 Mio. | 428        |
| 401        | 22        | Tod auf der Seidenstraße  | 5. März 2021       | Robert del Maestro | Jeanet Pfitzer, Frank Koopmann, Roland Heep | 5,20 Mio. | 429        |

## Staffel 22
Die zweiundzwanzigste Staffel von SOKO Leipzig umfasst 24 Episoden und feierte ihre Premiere am 27. August 2021 im ZDF. Das Finale wurde am 18. Februar 2022 gesendet.
| Nr. (ges.) | Nr. (St.) | Originaltitel              | Erstausstrahlung D | Regie              | Drehbuch                                    | Zuschauer | Prod. code |
| ---------- | --------- | -------------------------- | ------------------ | ------------------ | ------------------------------------------- | --------- | ---------- |
| 402        | 1         | Take Away                  | 27. Aug. 2021      | Robert del Maestro | Axel Hildebrand                             | 4,47 Mio. | 430        |
| 403        | 2         | Dem Tode geweiht           | 3. Sep. 2021       | Herwig Fischer     | Markus Hoffmann, Uwe Kossmann               | 4,30 Mio. | 432        |
| 404        | 3         | Auftrag für Hajo           | 10. Sep. 2021      | Robert del Maestro | Jeanet Pfitzer, Frank Koopmann, Roland Heep | 4,36 Mio. | 431        |
| 405        | 4         | Lolita                     | 17. Sep. 2021      | Herwig Fischer     | Markus Hoffmann, Uwe Kossmann               | 4,12 Mio. | 433        |
| 406        | 5         | Kowalskis Entscheidung     | 24. Sep. 2021      | Herwig Fischer     | Jeanet Pfitzer, Frank Koopmann, Roland Heep | 4,49 Mio. | 434        |
| 407        | 6         | Abi-Jubiläum               | 1. Okt. 2021       | Jörg Mielich       | Jeanet Pfitzer, Frank Koopmann, Roland Heep | 5,01 Mio. | 435        |
| 408        | 7         | Schlafes Bruder            | 8. Okt. 2021       | Jörg Mielich       | Markus Hoffmann, Uwe Kossmann               | 4,32 Mio. | 436        |
| 409        | 8         | Das ewige Leben – Teil 1   | 15. Okt. 2021      | Patrick Winczewski | Markus Hoffmann, Uwe Kossmann               | 4,65 Mio. | 438        |
| 410        | 9         | Das ewige Leben – Teil 2   | 22. Okt. 2021      | Patrick Winczewski | Markus Hoffmann, Uwe Kossmann               | 4,74 Mio. | 439        |
| 411        | 10        | Betrogen                   | 29. Okt. 2021      | Franziska Jahn     | Axel Hildebrand                             | 5,14 Mio. | 441        |
| 412        | 11        | Für Luise                  | 5. Nov. 2021       | Franziska Jahn     | Ulf Tschauder                               | 5,48 Mio. | 443        |
| 413        | 12        | Bis aufs Blut              | 12. Nov. 2021      | Sven Fehrensen     | Gabriel Merz, Michael Zeeh                  | 5,45 Mio. | 452        |
| 414        | 13        | Unerwünschte Nebenwirkung  | 19. Nov. 2021      | Patrick Winczewski | Gabriel Merz, Michael Zeeh                  | 5,07 Mio. | 446        |
| 415        | 14        | Trautes Heim, Glück allein | 26. Nov. 2021      | Patrick Winczewski | Axel Hildebrand                             | 5,59 Mio. | 447        |
| 416        | 15        | Rette sich wer kann        | 3. Dez. 2021       | Sven Fehrensen     | Susanne Wiegand                             | 5,17 Mio. | 451        |
| 417        | 16        | Auf Sand gebaut            | 10. Dez. 2021      | Sven Fehrensen     | Julia Meimberg, Kristin Schade              | 5,55 Mio. | 461        |
| 418        | 17        | Verrannt (90 min.)         | 7. Jan. 2022       | Patrick Winczewski | Markus Hoffmann, Uwe Kossmann               | 4,43 Mio. | 444/445    |
| 419        | 18        | Mutprobe – Teil 1          | 14. Jan. 2022      | Patricia Frey      | Markus Hoffmann, Uwe Kossmann               | 5,34 Mio. | 453        |
| 420        | 19        | Mutprobe – Teil 2          | 14. Jan. 2022      | Patricia Frey      | Markus Hoffmann, Uwe Kossmann               | 5,33 Mio. | 454        |
| 421        | 20        | Tod im Gericht             | 21. Jan. 2022      | Patricia Frey      | Jeanet Pfitzer, Frank Koopmann, Roland Heep | 2,49 Mio. | 455        |
| 422        | 21        | Einsame Wölfe              | 28. Jan. 2022      | Patricia Frey      | Jeanet Pfitzer, Frank Koopmann, Roland Heep | 5,16 Mio. | 456        |
| 423        | 22        | Die Angst fährt mit        | 4. Feb. 2022       | Jörg Mielich       | Jeanet Pfitzer, Frank Koopmann, Roland Heep | 5,80 Mio. | 464        |
| 424        | 23        | Besondere Einsatzlage      | 11. Feb. 2022      | Jörg Mielich       | Jeanet Pfitzer, Frank Koopmann, Roland Heep | 5,81 Mio. | 457        |
| 425        | 24        | Sag mir wo du stehst       | 18. Feb. 2022      | Jörg Mielich       | Jeanet Pfitzer, Frank Koopmann, Roland Heep | 4,80 Mio. | 458        |

## Staffel 23
Die dreiundzwanzigste Staffel von SOKO Leipzig umfasst 27 Episoden und feierte ihre Premiere am 9. September 2022 im ZDF. Das Finale wurde am 17. März 2023 gesendet.
| Nr. (ges.) | Nr. (St.) | Originaltitel                  | Erstausstrahlung D | Regie               | Drehbuch                                    | Zuschauer             | Prod. code |
| ---------- | --------- | ------------------------------ | ------------------ | ------------------- | ------------------------------------------- | --------------------- | ---------- |
| 426        | 1         | Ungehört                       | 9. Sep. 2022       | Sven Fehrensen      | Lion H. Lau                                 | 3,75 Mio. (15,6 % MA) | 462        |
| 427        | 2         | Die Königin                    | 16. Sep. 2022      | Robert del Maestro  | Jeanet Pfitzer, Frank Koopmann, Roland Heep | 3,57 Mio. (13,8 % MA) | 468        |
| 428        | 3         | Schlüssel zur Wahrheit         | 30. Sep. 2022      | Sven Fehrensen      | Ulf Tschauder                               | 3,88 Mio. (15,6 % MA) | 463        |
| 429        | 4         | Mein fremdes Kind              | 7. Okt. 2022       | Jörg Mielich        | Julia Meimberg, Kristin Schade              | 4,27 Mio. (16,5 % MA) | 467        |
| 430        | 5         | Jesus lebt                     | 14. Okt. 2022      | Robert del Maestro  | Jeanet Pfitzer, Frank Koopmann, Roland Heep | 4,91 Mio. (18,6 % MA) | 469        |
| 431        | 6         | Zwischen den Zeilen            | 21. Okt. 2022      | Robert del Maestro  | Etienne Heimann                             | 4,83 Mio. (18,9 % MA) | 470        |
| 432        | 7         | Schallali                      | 28. Okt. 2022      | Patrick Winczewski  | Susanne Wiegand                             | 4,75 Mio. (18,9 % MA) | 474        |
| 433        | 8         | Der Zeuge                      | 4. Nov. 2022       | Patrick Winczewski  | Markus Hoffmann, Uwe Kossmann               | 4,30 Mio. (16,4 % MA) | 475        |
| 434        | 9         | Der rote Punkt                 | 11. Nov. 2022      | Patrick Winczewski  | Axel Hildebrand                             | 4,63 Mio. (17,8 % MA) | 476        |
| 435        | 10        | Traumtänzer                    | 18. Nov. 2022      | Patrick Winczewski  | Jeanet Pfitzer, Frank Koopmann, Roland Heep | 4,66 Mio. (18,3 % MA) | 477        |
| 436        | 11        | Licht und Schatten             | 25. Nov. 2022      | Patrick Winczewski  | Andreas Heckmann, Ralf Ruland               | 4,64 Mio. (17,8 % MA) | 448        |
| 437        | 12        | Gegen die Zeit                 | 16. Dez. 2022      | Robert del Maestro  | Markus Hoffmann, Uwe Kossmann               | 4,62 Mio. (17,6 % MA) | 471        |
| 438        | 13        | Blinde Flecken (90 min.)       | 23. Dez. 2022      | Jörg Mielich        | Markus Hoffmann, Uwe Kossmann               | 4,45 Mio. (16,8 % MA) | 459/460    |
| 439        | 14        | Lauf, wenn du kannst (90 min.) | 30. Dez. 2022      | Sven Fehrensen      | Markus Hoffmann, Uwe Kossmann               | 5,19 Mio. (20,0 % MA) | 449/450    |
| 440        | 15        | Family Business – Teil 1       | 6. Jan. 2023       | Robert del Maestro  | Ulf Tschauder                               | 4,58 Mio. (16,5 % MA) | 488        |
| 441        | 16        | Family Business – Teil 2       | 6. Jan. 2023       | Robert del Maestro  | Ulf Tschauder                               | 4,33 Mio. (17,2 % MA) | 489        |
| 442        | 17        | Mord im Warenkorb              | 13. Jan. 2023      | Jörg Mielich        | Axel Hildebrand                             | 4,16 Mio. (15,6 % MA) | 466        |
| 443        | 18        | Tödliches Schweigen            | 13. Jan. 2023      | Philipp Eichholtz   | Markus Hoffmann, Uwe Kossmann               | 3,35 Mio. (15,0 % MA) | 472        |
| 444        | 19        | Heilige Agnes                  | 20. Jan. 2023      | Jörg Mielich        | Gabriel Merz, Michael Zeeh                  | 4,48 Mio. (16,2 % MA) | 465        |
| 445        | 20        | Der letzte Wille               | 27. Jan. 2023      | Philipp Eichholtz   | Gabriel Merz, Michael Zeeh                  | 4,85 Mio. (18,4 % MA) | 473        |
| 446        | 21        | Schlag für Schlag              | 3. Feb. 2023       | Herwig Fischer      | Jeanet Pfitzer, Frank Koopmann, Roland Heep | 5,18 Mio. (19,6 % MA) | 480        |
| 447        | 22        | Aus deutschen Landen           | 10. Feb. 2023      | Herwig Fischer      | Jeanet Pfitzer, Frank Koopmann, Roland Heep | 4,43 Mio. (16,5 % MA) | 481        |
| 448        | 23        | Das Leben ist kein Ponyhof     | 17. Feb. 2023      | Franziska Jahn      | Jeanet Pfitzer, Frank Koopmann, Roland Heep | 4,64 Mio. (16,7 % MA) | 482        |
| 449        | 24        | Froschköniginnen               | 24. Feb. 2023      | Herwig Fischer      | Dani Merkel, Fabien Virayie                 | 5,08 Mio. (19,0 % MA) | 479        |
| 450        | 25        | Ménage-à-trois                 | 3. März 2023       | Franziska Jahn      | Markus Hoffmann, Uwe Kossmann               | 4,71 Mio. (17,0 % MA) | 485        |
| 451        | 26        | Hör mir zu                     | 10. März 2023      | Ann-Kristin Knubben | Markus Hoffmann, Uwe Kossmann               | 4,37 Mio. (16,4 % MA) | 486        |
| 452        | 27        | Schunkeltod                    | 17. März 2023      | Ann-Kristin Knubben | Axel Hildebrand                             | 4,96 Mio. (18,7 % MA) | 487        |

## Staffel 24
Die vierundzwanzigste Staffel von SOKO Leipzig umfasst 23 Episoden und feierte ihre Premiere am 1. September 2023 im ZDF. Das Finale wurde am 23. Februar 2024 gesendet.
| Nr. (ges.) | Nr. (St.) | Originaltitel                  | Erstausstrahlung D | Regie              | Drehbuch                                    | Zuschauer             | Prod. code |
| ---------- | --------- | ------------------------------ | ------------------ | ------------------ | ------------------------------------------- | --------------------- | ---------- |
| 453        | 1         | Joela                          | 1. Sep. 2023       | Franziska Jahn     | Gabriel Merz                                | 4,28 Mio. (19,1 % MA) | 484        |
| 454        | 2         | Zaubermittel                   | 8. Sep. 2023       | Sven Fehrensen     | Markus Staender                             | 3,99 Mio. (19,1 % MA) | 492        |
| 455        | 3         | Keine Rettung                  | 15. Sep. 2023      | Philipp Eichholtz  | Luci van Org                                | 3,73 Mio. (16,2 % MA) | 498        |
| 456        | 4         | Ohnmächtig                     | 22. Sep. 2023      | Robert del Maestro | Dani Merkel, Fabien Virayie                 | 3,64 Mio. (15,3 % MA) | 490        |
| 457        | 5         | Schatten der Vergangenheit     | 29. Sep. 2023      | Robert del Maestro | Gabriel Merz                                | 3,77 Mio. (16,1 % MA) | 506        |
| 458        | 6         | Große Erwartungen              | 6. Okt. 2023       | Philipp Eichholtz  | Susanne Wiegand                             | 4,17 Mio. (17,3 % MA) | 499        |
| 459        | 7         | Ich sehe dich                  | 13. Okt. 2023      | Philipp Eichholtz  | Julia Meimberg, Kristin Schade              | 4,37 Mio. (18,2 % MA) | 497        |
| 460        | 8         | Mit einem Bein                 | 20. Okt. 2023      | Lydia Bruna        | Markus Hoffmann, Uwe Kossmann               | 4,44 Mio. (18,2 % MA) | 502        |
| 461        | 9         | Schmerzgrenze                  | 27. Okt. 2023      | Lydia Bruna        | Axel Hildebrand                             | 4,44 Mio. (18,2 % MA) | 501        |
| 462        | 10        | Boys Club                      | 3. Nov. 2023       | Lydia Bruna        | Ulf Tschauder                               | 4,27 Mio. (16,9 % MA) | 500        |
| 463        | 11        | Kein Weg zurück                | 10. Nov. 2023      | Herwig Fischer     | Julia Meimberg, Kristin Schade              | 4,61 Mio. (18,0 % MA) | 478        |
| 464        | 12        | Napoleon                       | 17. Nov. 2023      | Robert del Maestro | Ulf Tschauder                               | 4,53 Mio. (18,0 % MA) | 504        |
| 465        | 13        | Panzer                         | 24. Nov. 2023      | Herwig Fischer     | Luci van Org                                | 4,78 Mio. (19,3 % MA) | 508        |
| 466        | 14        | Wenn du schläfst               | 8. Dez. 2023       | Herwig Fischer     | Axel Hildebrand                             | 4,82 Mio. (19,7 % MA) | 507        |
| 467        | 15        | Schutzbefohlen                 | 15. Dez. 2023      | Franziska Jahn     | Marco Girnth                                | 4,79 Mio. (18,9 % MA) | 483        |
| 468        | 16        | Das Weihnachtswunder (90 min.) | 22. Dez. 2023      | Sven Fehrensen     | Jeanet Pfitzer, Frank Koopmann, Roland Heep | 4,94 Mio. (19,3 % MA) | 495/496    |
| 469        | 17        | Mordsmäßig                     | 29. Dez. 2023      | Robert del Maestro | Fabien Virayie                              | 5,14 Mio. (20,4 % MA) | 505        |
| 470        | 18        | In Obhut                       | 5. Jan. 2024       | Robert del Maestro | Joyce Jacobs, Sven Halfar                   | 4,73 Mio. (18,0 % MA) | 491        |
| 471        | 19        | Direkt ins Herz (90 min.)      | 12. Jan. 2024      | Sven Fehrensen     | Markus Hoffmann, Uwe Kossmann               | 4,76 Mio. (18,9 % MA) | 493/494    |
| 472        | 20        | Fürchte dich nicht             | 19. Jan. 2024      | Susan Gordanshekan | Markus Hoffmann                             | 5,14 Mio. (19,9 % MA) | 511        |
| 473        | 21        | Machtspiel                     | 2. Feb. 2024       | Robert del Maestro | Lorenz Friedrich Reck                       | 4,70 Mio. (18,1 % MA) | 503        |
| 474        | 22        | Elfenkönigin                   | 16. Feb. 2024      | Susan Gordanshekan | Luci van Org, Axel Hildebrand               | 5,11 Mio. (21,0 % MA) | 514        |
| 475        | 23        | Anna                           | 23. Feb. 2024      | Susan Gordanshekan | Jeanet Pfitzer, Frank Koopmann, Roland Heep | 4,80 Mio. (18,5 % MA) | 513        |

## Goldenes Blut
Der zehnminütige Kurzfilm entstand im Rahmen der Ausbildung für Mediengestalter Bild und Ton bei der UFA Fiction in Leipzig und wurde am 16. August 2024 in der ZDFmediathek veröffentlicht.
| Nr. (ges.) | Nr. (St.) | Originaltitel | Erstausstrahlung D | Regie     | Drehbuch                                 | Zuschauer | Prod. code |
| --- | --------- | ------------- | ------------------ | --------- | ---------------------------------------- | --------- | ---------- |
| – | –         | Goldenes Blut | 16. Aug. 2024      | Toni Heye | Pia Schömann, Swenja Reichelt, Toni Heye | –         | –          |
| Als eine junge Frau mit einer seltenen Blutgruppe verschwindet, stellt Laborant Lorenz Rettig Nachforschungen an um sie wiederzufinden. Unterstützt wird er dabei von LAKI, einer von Rettig selbstprogrammierten künstlichen Intelligenz. Doch bei den Ermittlungen wird er immer tiefer in den Fall hineingezogen und gerät sogar selbst in die Schusslinie. Darsteller: Daniel Steiner als Lorenz Rettig, Larsen Sechert als Willi Ostermann, Melanie Marschke als Ina Zimmermann, Swenja Reichelt als Lina Kunze, Friederike Holzapfel als Stimme von LAKI, Holger Koch als Spusi Holger |           |               |                    |           |                                          |           |            |

## Staffel 25
Die fünfundzwanzigste Staffel von SOKO Leipzig umfasst 25 Episoden und feierte ihre Premiere am 27. September 2024 im ZDF. Das Finale wurde am 25. April 2025 gesendet.
| Nr. (ges.) | Nr. (St.) | Originaltitel               | Erstausstrahlung D | Regie              | Drehbuch                                    | Zuschauer             | Prod. code |
| ---------- | --------- | --------------------------- | ------------------ | ------------------ | ------------------------------------------- | --------------------- | ---------- |
| 476        | 1         | Die Unsichtbaren            | 27. Sep. 2024      | Sven Fehrensen     | Luci van Org                                | 3,69 Mio. (16,3 % MA) | 527        |
| 477        | 2         | Die Ansage                  | 4. Okt. 2024       | Sven Fehrensen     | Ulf Tschauder                               | 3,78 Mio. (16,9 % MA) | 515        |
| 478        | 3         | Die Entscheidung            | 18. Okt. 2024      | Sven Fehrensen     | Markus Hoffmann                             | 3,47 Mio. (15,3 % MA) | 518        |
| 479        | 4         | Geister                     | 25. Okt. 2024      | Sven Fehrensen     | Nina Rathke, Oliver Hein-Macdonald          | 4,47 Mio. (19,3 % MA) | 517        |
| 480        | 5         | All in                      | 1. Nov. 2024       | Lydia Bruna        | Markus Hoffmann                             | 4,29 Mio. (17,8 % MA) | 519        |
| 481        | 6         | Unter die Haut              | 8. Nov. 2024       | Sven Fehrensen     | Dani Merkel, Fabien Virayie                 | 4,31 Mio. (18,3 % MA) | 526        |
| 482        | 7         | Um ein Haar                 | 15. Nov. 2024      | Sven Fehrensen     | Willi Kubica                                | 4,25 Mio. (18,1 % MA) | 524        |
| 483        | 8         | Vertrau mir                 | 22. Nov. 2024      | Lydia Bruna        | Axel Hildebrand                             | 4,49 Mio. (18,8 % MA) | 520        |
| 484        | 9         | Caspar                      | 29. Nov. 2024      | Lydia Bruna        | Jeanet Pfitzer, Frank Koopmann, Roland Heep | 4,37 Mio. (19,4 % MA) | 521        |
| 485        | 10        | Leni                        | 6. Dez. 2024       | Lydia Bruna        | Jeanet Pfitzer, Frank Koopmann, Roland Heep | 4,21 Mio. (17,8 % MA) | 522        |
| 486        | 11        | Angeklagt                   | 13. Dez. 2024      | Lydia Bruna        | Julia Meimberg, Kristin Schade              | 4,41 Mio. (19,0 % MA) | 523        |
| 487        | 12        | Lady Schneider              | 3. Jan. 2025       | Sven Fehrensen     | Inken Witt, Ulf Tschauder                   | 5,21 Mio. (20,1 % MA) | 525        |
| 488        | 13        | Plan C (90 min.)            | 10. Jan. 2025      | Herwig Fischer     | Markus Hoffmann, Uwe Kossmann               | 4,52 Mio. (18,3 % MA) | 509/510    |
| 489        | 14        | Nur ein Foto                | 24. Jan. 2025      | Robert del Maestro | Judith Sehrbrock, Stefan Puntigam           | 4,63 Mio. (19,3 % MA) | 538        |
| 490        | 15        | Faule Eier                  | 31. Jan. 2025      | Antje Ritter       | Daniel van den Berg                         | 4,63 Mio. (19,4 % MA) | 529        |
| 491        | 16        | Pass auf dich auf           | 7. Feb. 2025       | Jörg Mielich       | Julia Meimberg, Kristin Schade              | 4,73 Mio. (19,0 % MA) | 531        |
| 492        | 17        | Italien kann sehr kalt sein | 14. Feb. 2025      | Jörg Mielich       | Markus Hoffmann, Marlon del Mestre          | 5,12 Mio. (21,3 % MA) | 528        |
| 493        | 18        | Hautnah                     | 21. Feb. 2025      | Sven Fehrensen     | Felix Dünnemann                             | 4,52 Mio. (18,1 % MA) | 516        |
| 494        | 19        | Gut und Böse                | 28. Feb. 2025      | Jörg Mielich       | Axel Hildebrand                             | 4,39 Mio. (17,6 % MA) | 530        |
| 495        | 20        | Gas, Wasser, Lügen          | 7. März 2025       | Antje Ritter       | Ulf Tschauder                               | 4,34 Mio. (18,9 % MA) | 534        |
| 496        | 21        | Schwarz ist alle Farben     | 14. März 2025      | Antje Ritter       | Luci van Org                                | 4,21 Mio. (17,7 % MA) | 535        |
| 497        | 22        | Sunny                       | 21. März 2025      | Jörg Mielich       | Lea Sommer, Jonas Lobgesang                 | 4,27 Mio. (18,1 % MA) | 533        |
| 498        | 23        | Hasch mich                  | 28. März 2025      | Susan Gordanshekan | Jeanet Pfitzer, Frank Koopmann, Roland Heep | 4,16 Mio. (17,6 % MA) | 512        |
| 499        | 24        | Blutlinie                   | 11. Apr. 2025      | Robert del Maestro | Fabien Virayie                              | 4,18 Mio. (18,0 % MA) | 539        |
| 500        | 25        | Namasté!                    | 25. Apr. 2025      | Antje Ritter       | Jeanet Pfitzer, Frank Koopmann, Roland Heep | 3,93 Mio. (17,0 % MA) | 532        |

## Staffel 26
Die sechsundzwanzigste Staffel von SOKO Leipzig umfasst 26 Episoden und wird voraussichtlich ab 3. Oktober 2025 im ZDF ausgestrahlt.
| Nr. (ges.) | Nr. (St.) | Originaltitel            | Erstausstrahlung D | Regie               | Drehbuch                                    | Zuschauer | Prod. code |
| ---------- | --------- | ------------------------ | ------------------ | ------------------- | ------------------------------------------- | --------- | ---------- |
| 501        | 1         | Die Überwältigung        | –                  | Esther Wenger       | Markus Hoffmann, Marlon del Mestre          | –         | 540        |
| 502        | 2         | Die letzten Tage         | –                  | Herwig Fischer      | Luci van Org                                | –         | –          |
| 503        | 3         | Plankton                 | –                  | Esther Wenger       | Ulf Tschauder                               | –         | 542        |
| –          | –         | Kowalski (90 min.)       | –                  | Robert del Maestro  | Markus Hoffmann                             | –         | 536/537    |
| –          | –         | Fremde Träume            | –                  | Esther Wenger       | Dani Merkel                                 | –         | 541        |
| –          | –         | Nadelstiche              | –                  | Esther Wenger       | –                                           | –         | 543        |
| –          | –         | Der Cure Stim            | –                  | Josephine Frydetzki | Jeanet Pfitzer, Frank Koopmann, Roland Heep | –         | 544        |
| –          | –         | Papa was a Rollin' Stone | –                  | Josephine Frydetzki | Jeanet Pfitzer, Frank Koopmann, Roland Heep | –         | 545        |
| –          | –         | Jäger und Gejagte        | – 1                | Josephine Frydetzki | Markus Hoffmann, Marlon del Mestre          | –         | 546        |
| –          | –         | Unter Druck              | –                  | Josephine Frydetzki | Julia Meimberg, Kristin Schade              | –         | 547        |
| –          | –         | Lucky                    | –                  | Herwig Fischer      | –                                           | –         | –          |
| –          | –         | Heute ist Zahltag        | –                  | Herwig Fischer      | Uwe Kossmann                                | –         | –          |
| –          | –         | Rechenschaft             | –                  | Herwig Fischer      | –                                           | –         | –          |
| –          | –         | Die Ältesten             | –                  | Herwig Fischer      | –                                           | –         | –          |
| –          | –         | Alpha Male               | –                  | Sven Fehrensen      | Julia Meimberg, Kristin Schade              | –         | –          |
| –          | –         | Aus der Traum            | –                  | Sven Fehrensen      | Fabien Virayie                              | –         | –          |
| –          | –         | Auferstanden             | –                  | Sven Fehrensen      | Markus Hoffmann, Marlon del Mestre          | –         | –          |
| –          | –         | Rico                     | –                  | Sven Fehrensen      | Jeanet Pfitzer, Frank Koopmann, Roland Heep | –         | –          |
| –          | –         | Abschied                 | –                  | Robert del Maestro  | –                                           | –         | –          |
| –          | –         | Falling Down             | –                  | Robert del Maestro  | Markus Hoffmann, Marlon del Mestre          | –         | 559        |
| –          | –         | Disco Kind               | –                  | Robert del Maestro  | Ulf Tschauder                               | –         | –          |
| –          | –         | Traumhaus                | –                  | Robert del Maestro  | Axel Hildebrand                             | –         | 561        |